# Saint-Médard-d'Eyrans
Pour les articles homonymes, voir Saint-Médard.
Saint-Médard-d'Eyrans [sɛ̃ medaʁ dɛʁɑ̃] est une commune du Sud-Ouest de la France, située dans le département de la Gironde, en région Nouvelle-Aquitaine.

## Géographie

### Localisation

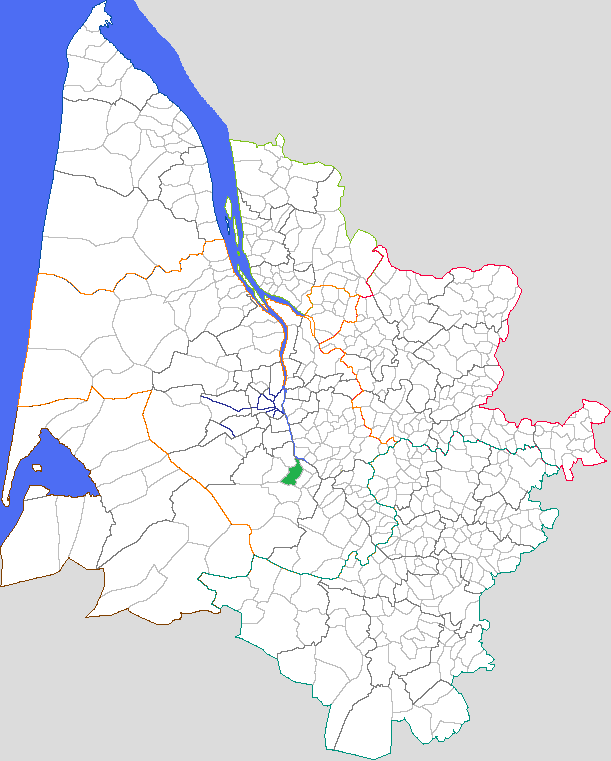
Localisation en Gironde.

Située dans l'aire d'attraction de Bordeaux et dans son unité urbaine, sur le Saucats, dans la zone centrale du département de la Gironde, autrefois rurale, la commune est devenue de par sa proximité avec Bordeaux (20 km) une commune péri-urbaine.
Avec une population de 3 361 habitants en 2022, elle a suivi une évolution démographique identique à la moyenne du département.
Son territoire est composé d'une zone bocagère, d'une zone urbanisée et d'une zone viticole classée dans l'appellation « graves de pessac-léognan ».

### Communes limitrophes
Saint-Médard-d'Eyrans est bordée par cinq communes, Cadaujac au nord-ouest, Isle-Saint-Georges au nord-est, Ayguemorte-les-Graves au sud-est, La Brède au sud et Martillac à l'ouest qui font aussi partie de la communauté de communes de Montesquieu.
| Cadaujac  |                       | Isle-Saint-Georges    |
| Martillac | Saint-Médard-d'Eyrans |                       |
|           | La Brède              | Ayguemorte-les-Graves |

### Risques d'inondation
Pour la partie nord-est du territoire communal, en limite d'Isle-Saint-Georges, et en raison de la proximité de la Garonne, la commune bénéficie d'un plan de prévention du risque inondation.

### Climat
Pour des articles plus généraux, voir Climat de la Nouvelle-Aquitaine et Climat de la Gironde.
Historiquement, la commune est exposée à un climat océanique aquitain. En 2020, Météo-France publie une typologie des climats de la France métropolitaine dans laquelle la commune est exposée à un climat océanique et est dans la région climatique  Aquitaine, Gascogne, caractérisée par une pluviométrie abondante au printemps, modérée en automne, un faible ensoleillement au printemps, un été chaud (19,5 °C), des vents faibles, des brouillards fréquents en automne et en hiver et des orages fréquents en été (15 à 20 jours).
Pour la période 1971-2000, la température annuelle moyenne est de 13 °C, avec une amplitude thermique annuelle de 14,6 °C. Le cumul annuel moyen de précipitations est de 900 mm, avec 12,2 jours de précipitations en janvier et 6,9 jours en juillet. Pour la période 1991-2020, la température moyenne annuelle observée sur la station météorologique la plus proche, située sur la commune de Cadaujac à 4 km à vol d'oiseau, est de 13,8 °C et le cumul annuel moyen de précipitations est de 918,3 mm,. Pour l'avenir, les paramètres climatiques de la commune estimés pour 2050 selon différents scénarios d’émission de gaz à effet de serre sont consultables sur un site dédié publié par Météo-France en novembre 2022.

### Patrimoine naturel
Saint-Médard-d'Eyrans fait partie de sites naturels ou semi-naturels ayant une grande valeur patrimoniale. Le site qui concerne cette commune est référencé sous le numéro Natura 2000 : FR7200688. La zone concerne la partie proche de la Garonne.

## Urbanisme

### Typologie
Au 1er janvier 2024, Saint-Médard-d'Eyrans est catégorisée bourg rural, selon la nouvelle grille communale de densité à sept niveaux définie par l'Insee en 2022.
Elle appartient à l'unité urbaine de Bordeaux, une agglomération intra-départementale regroupant 73  communes, dont elle est une commune de la banlieue,,. Par ailleurs la commune fait partie de l'aire d'attraction de Bordeaux, dont elle est une commune de la couronne,. Cette aire, qui regroupe 275 communes, est catégorisée dans les aires de 700 000 habitants ou plus (hors Paris),.

### Occupation des sols

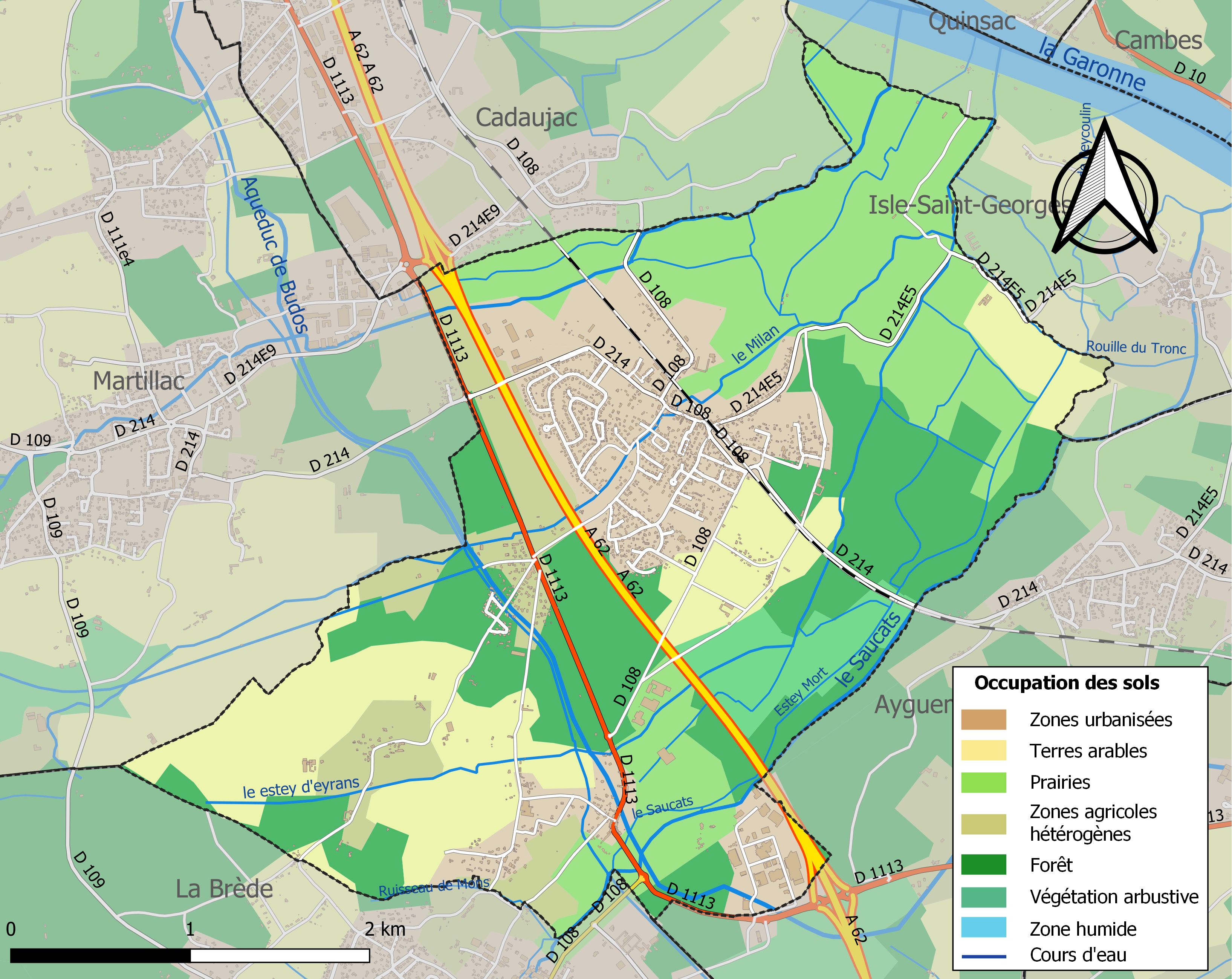
Carte des infrastructures et de l'occupation des sols de la commune en 2018 (CLC).

L'occupation des sols de la commune, telle qu'elle ressort de la base de données européenne d’occupation biophysique des sols Corine Land Cover (CLC), est marquée par l'importance des territoires agricoles (52,3 % en 2018), une proportion sensiblement équivalente à celle de 1990 (52,7 %). La répartition détaillée en 2018 est la suivante : 
prairies (25,6 %), forêts (24,9 %), cultures permanentes (15,4 %), zones urbanisées (12,7 %), zones agricoles hétérogènes (9,1 %), zones industrielles ou commerciales et réseaux de communication (6 %), milieux à végétation arbustive et/ou herbacée (4 %), terres arables (2,2 %). L'évolution de l’occupation des sols de la commune et de ses infrastructures peut être observée sur les différentes représentations cartographiques du territoire : la carte de Cassini (XVIIIe siècle), la carte d'état-major (1820-1866) et les cartes ou photos aériennes de l'IGN pour la période actuelle (1950 à aujourd'hui).

### Voies de communication et transports

#### Par la route
Elle est desservie par les grands axes de communication que sont la route départementale D1113 (ancienne route nationale 113), l'autoroute A62 (Bordeaux-Toulouse) sortie no 1

#### Par train
La commune est traversée par la ligne de chemin de fer Bordeaux-Sète et possède une halte ferroviaire sur la ligne TER 43.2U BORDEAUX SAINT-JEAN ↔ Beautiran ↔ LANGON. Initialement la commune avait une gare (dont il reste le bâtiment voyageur) avec un guichet.

#### RéseauTransGironde
La ligne 4812 Talence Peixotto à Cabanac bourg qui dessert la commune sur la RD1113.

## Toponymie

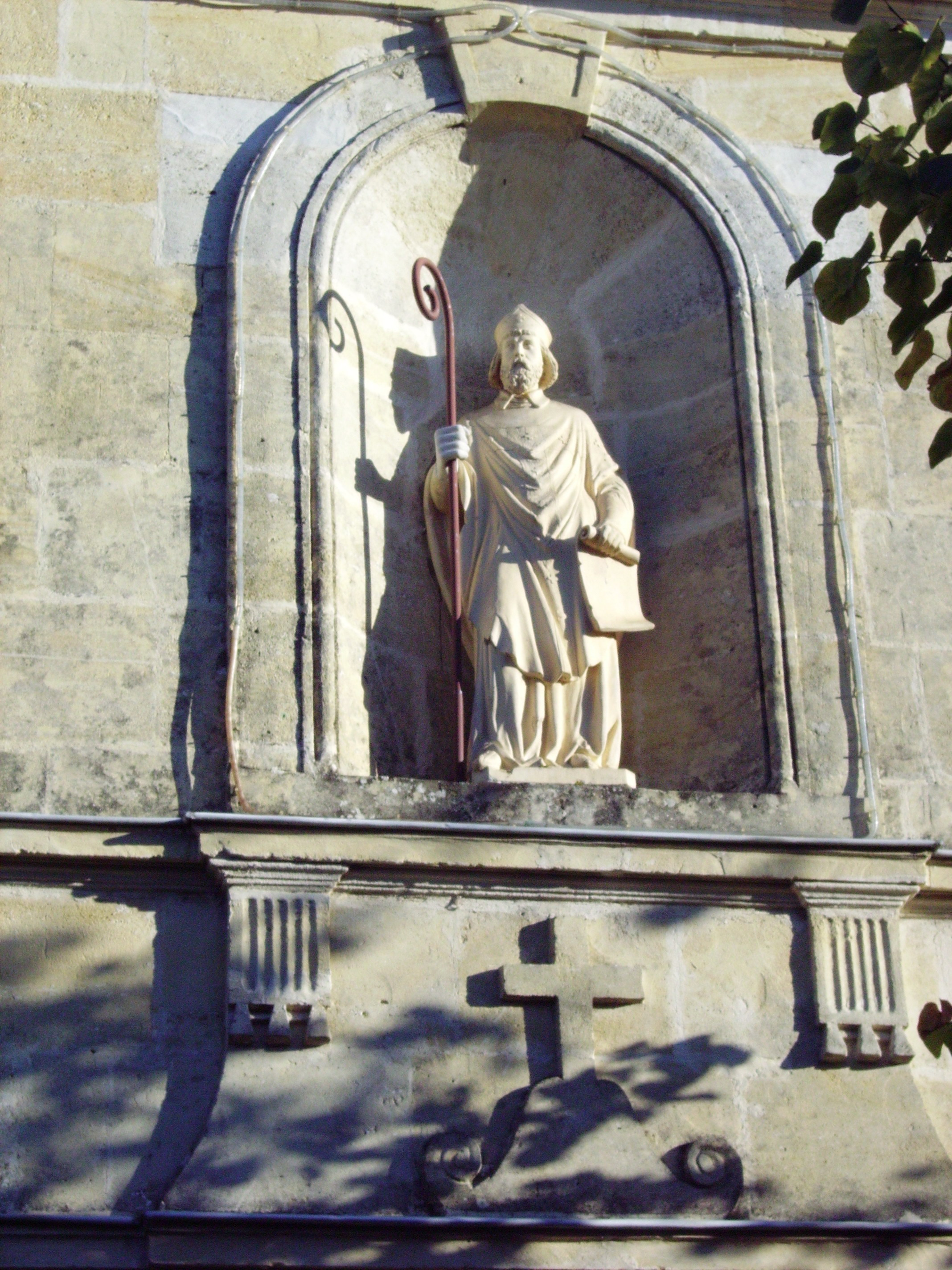
L'évêque saint Médard

Le toponyme est documenté sous la forme Sancti Medardi in Arruano (1273) ce qui signifie « Saint-Médard-d'Arruan ».
L'évêque saint Médard (456-545) fut en effet administrateur de ce diocèse qui a conservé son nom : St Médard en pays d'Arruan, d'après l'inscription S : MEDARDI : IN : ARRUANO décrite au chapitre Héraldique.
Le toponyme a par la suite évolué phonétiquement. La forme latinisée Arruano devient Arriano (1274) alors que la forme romane devient Ayran (1307-1317), dont la prononciation évolue en Eyran.
Les noms de villes ne se fixent qu'à partir du XVIIe - XVIIIe siècle. Comme pour beaucoup de communes de Gironde, il s'orne alors d'un -s final non étymologique, sans doute à valeur de collectif : Eyrans désigne les habitants d'Eyran, la confusion s'installant ensuite avec le nom de la localité.
Le 15 décembre 1793, la municipalité se conforme à l'usage révolutionnaire qui est d'abandonner toute référence à la noblesse ou au clergé et adopte le nom de Montagne d'Eyrans — de sources paroissiales, il est dit que la municipalité renie publiquement son patron —. Le nom antérieur sera restauré par la suite.
Pour le nom gascon de la commune, Bénédicte Boyrie-Fénié recommande la forme historique Sent-Medard-d'Arruan ; elle donne aussi la prononciation du nom actuel par les locuteurs gascons : [senme'dar d'ɛj'rãs].
Ses habitants sont appelés les Saint-Médardais.

## Histoire

### Antiquité

#### Les sarcophages
Deux sarcophages exceptionnels en marbre poli ont été découverts dans un tombeau et ont été acquis par le Musée du Louvre en 1817 où ils sont exposés depuis,,. Ils ont été produits dans un atelier de Rome vers 235 ap. J.-C avant d’être importés en Gaule. Sur les deux sarcophages au centre du couvercle, l’espace pour l’inscription des noms est resté vierge ce qui signifie que les sarcophages n’ont pas été utilisés par des défunts. Très finement sculptés, ils décrivent, pour l'un, le mythe de Dionysos et d'Ariane, et pour l'autre, la légende de Séléné et d'Endymion. Alors que la société romaine traverse une crise spirituelle, ces deux mythes représentent l’espérance d’un salut après la mort par une divinité salvatrice, ici Dionysos pour l’un et Séléné pour l’autre.
La date précise de leur découverte faisait débat, mais un récit de Raymond de Sèze, avocat de Louis XVI, à son frère aîné Paul Romain mis récemment à la disposition de la commune permet de dater définitivement cette découverte au 14 octobre 1804 :

« Saint Médard ce dimanche 15 octobre 1804 … nous avons eu hier matin tout près de chez Victor, le spectacle d'un monument superbe qu'on vient de découvrir dans un champ qui appartient à Camille Boval et qui est à côté de l'église d'Eyrans. Ce sont deux tombes de marbre blanc statuaire, longues de six pieds, hautes de trois et larges de deux, magnifiquement sculptées dans les bas-côtés et remontant aux Romains. Tu entendras sûrement parler de cette découverte qui est une des plus belles qu'on ait faites en France depuis des siècles. Je ne peux pas t'en parler avec détails mais c'est magnifique ! Et ce qu'il y a de plus étonnant, c'est que le champ qui renferme ce trésor a été labouré cent millions de fois et que ce n'est précisément qu'hier que l'araire du laboureur ayant rencontré quelque chose de dur, on a creusé et on a trouvé cet antique qui a tant de prix… »

D'autres sarcophages ont été trouvés à Saint-Médard-d'Eyrans, en pierre dure[Laquelle ?], comportant des dessins plus simples. L'un d'eux est visible au pied de l'église ; il est toutefois probable que ce dernier ne date pas de l'époque gallo-romaine mais mérovingienne.

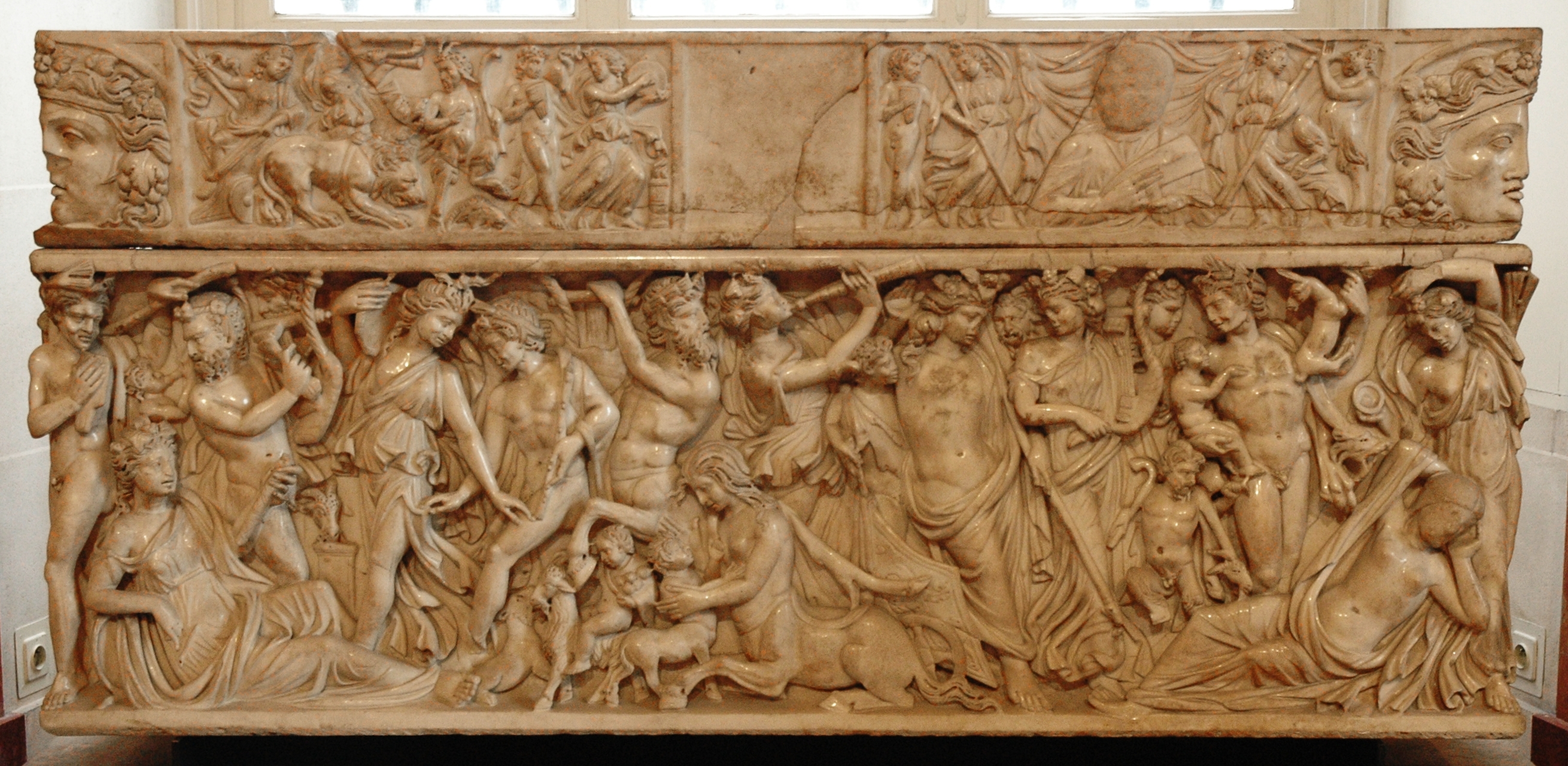
Sarcophage du mythe de Dionysos et Ariane.
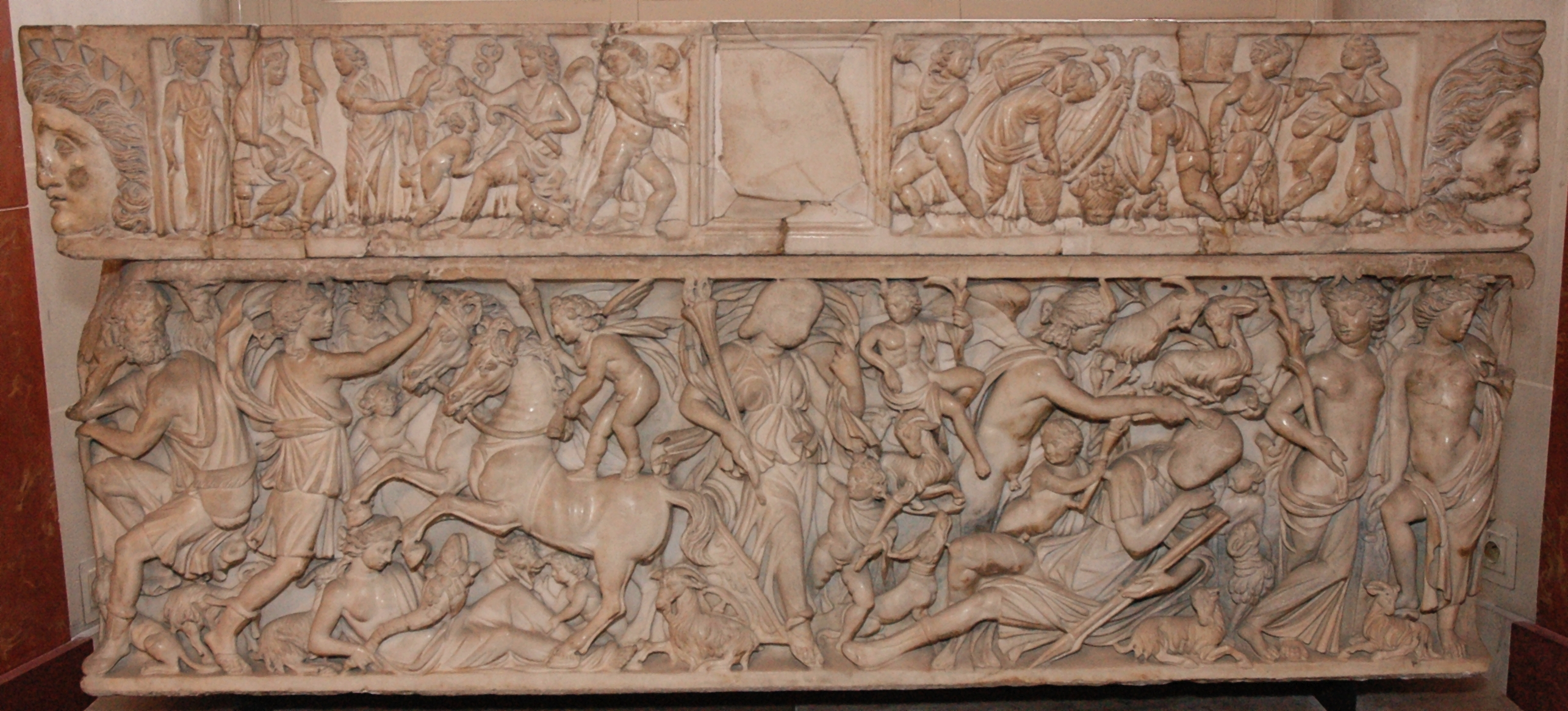
Sarcophage de la légende de Séléné et Endymion.
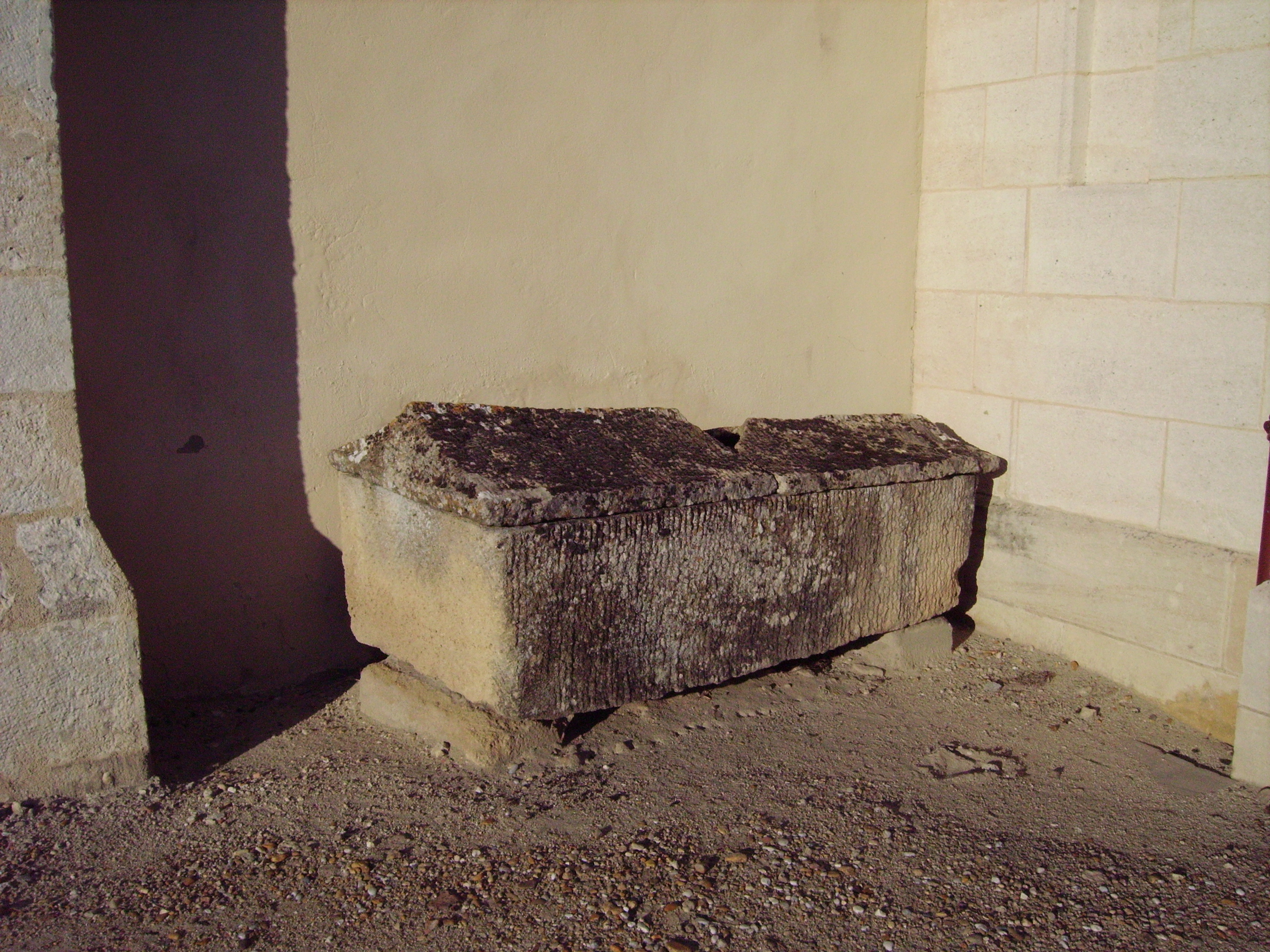
Sarcophage mérovingien.

## Politique et administration

### Liste des maires
La commune fait partie du canton de la Brède qui regroupe treize communes de l'arrondissement de Bordeaux.

### Jumelages
- Mogege (pt) (Portugal) depuis juin 2003

## Population et société

### Démographie
L'évolution du nombre d'habitants est connue à travers les recensements de la population effectués dans la commune depuis 1793. Pour les communes de moins de 10 000 habitants, une enquête de recensement portant sur toute la population est réalisée tous les cinq ans, les populations de référence des années intermédiaires étant quant à elles estimées par interpolation ou extrapolation. Pour la commune, le premier recensement exhaustif entrant dans le cadre du nouveau dispositif a été réalisé en 2005.

En 2022, la commune comptait 3 361 habitants, en évolution de +14,16 % par rapport à 2016 (Gironde : +6,91 %, France hors Mayotte : +2,11 %).
| 1793 | 1800 | 1806 | 1821 | 1831 | 1836 | 1841 | 1846 | 1851 |
| ---- | ---- | ---- | ---- | ---- | ---- | ---- | ---- | ---- |
| 492  | 667  | 392  | 413  | 445  | 449  | 456  | 464  | 481  |

| 1856 | 1861 | 1866 | 1872 | 1876 | 1881 | 1886 | 1891 | 1896 |
| ---- | ---- | ---- | ---- | ---- | ---- | ---- | ---- | ---- |
| 506  | 501  | 547  | 547  | 566  | 584  | 622  | 590  | 622  |

| 1901 | 1906 | 1911 | 1921 | 1926 | 1931 | 1936 | 1946 | 1954 |
| ---- | ---- | ---- | ---- | ---- | ---- | ---- | ---- | ---- |
| 618  | 625  | 593  | 598  | 713  | 651  | 602  | 598  | 723  |

| 1962 | 1968  | 1975  | 1982  | 1990  | 1999  | 2005  | 2006  | 2010  |
| ---- | ----- | ----- | ----- | ----- | ----- | ----- | ----- | ----- |
| 831  | 1 109 | 1 330 | 1 490 | 2 033 | 2 277 | 2 535 | 2 603 | 2 802 |

| 2015  | 2020  | 2022  | - | - | - | - | - | - |
| ----- | ----- | ----- | - | - | - | - | - | - |
| 2 933 | 3 156 | 3 361 | - | - | - | - | - | - |

| selon la population municipale des années : | 1968 | 1975 | 1982 | 1990 | 1999 | 2006 | 2009 | 2013 |
| Rang de la commune dans le département      | 117  | 114  | 121  | 91   | 87   | 79   | 82   | 83   |
| Nombre de communes du département           | 548  | 543  | 543  | 542  | 542  | 542  | 542  | 542  |

### Enseignement

#### Cycle maternel

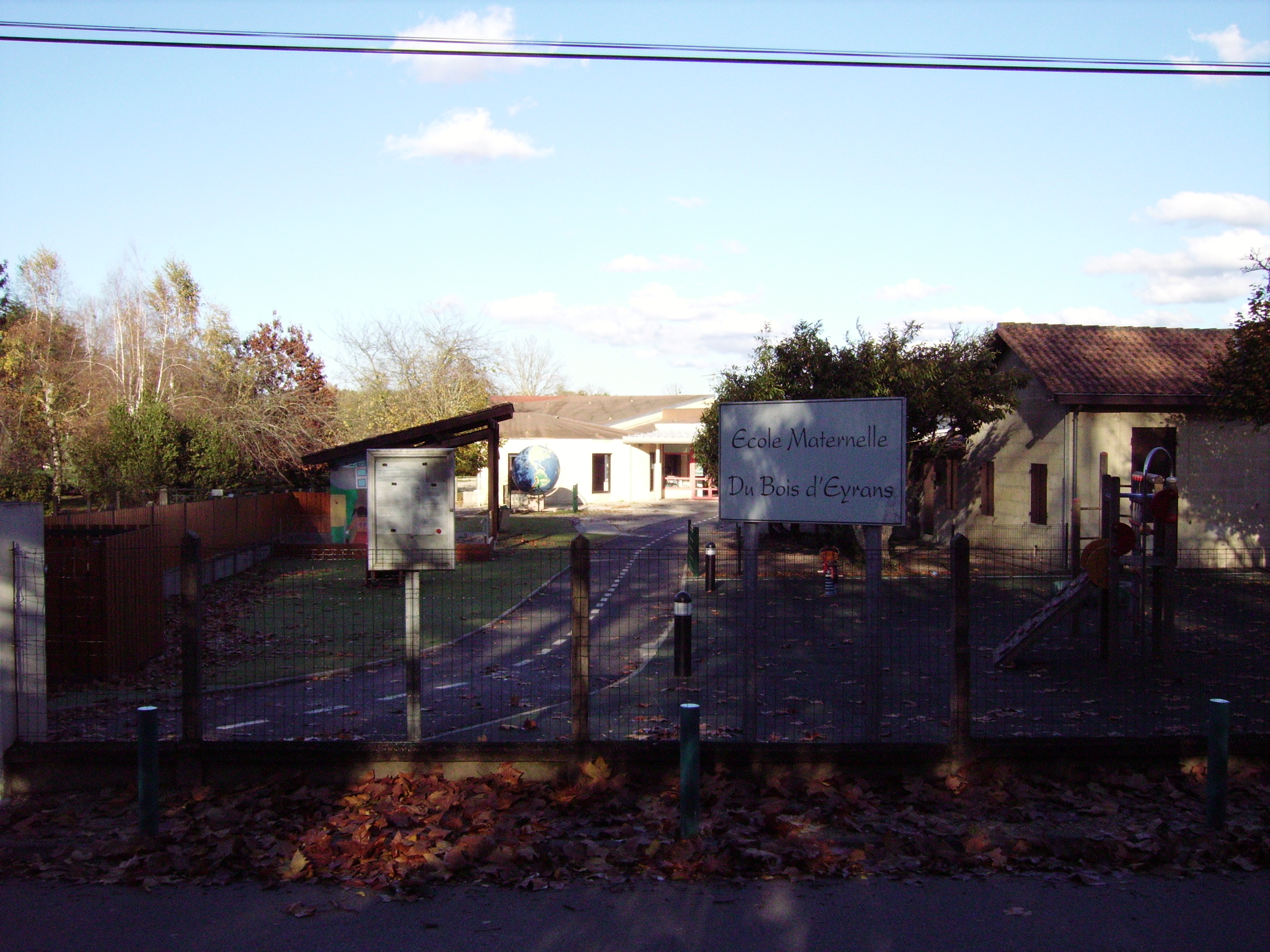
École maternelle

Comme dans les communes avoisinantes, l'accroissement des constructions réalisées par une population jeune a mécaniquement induit la construction de classes supplémentaires.
Ainsi, l'école maternelle du Bois d'Eyrans est passée à la rentrée 2002 de trois à quatre classes. Ces travaux d'agrandissement ont permis d'obtenir une classe supplémentaire, un couloir vitré permettant le passage au sec des enfants, mais aussi un réfectoire. Actuellement 2024 il y a  121 élèves qui sont répartis en 5 classes. 
| Classe | 2004 | 2005 | 2006 | 2007 | 2014 | 2024 |
| ------ | ---- | ---- | ---- | ---- | ---- | ---- |
| Total  | 99   | 106  | 100  | 104  | 99   | 121  |

#### Cycle primaire

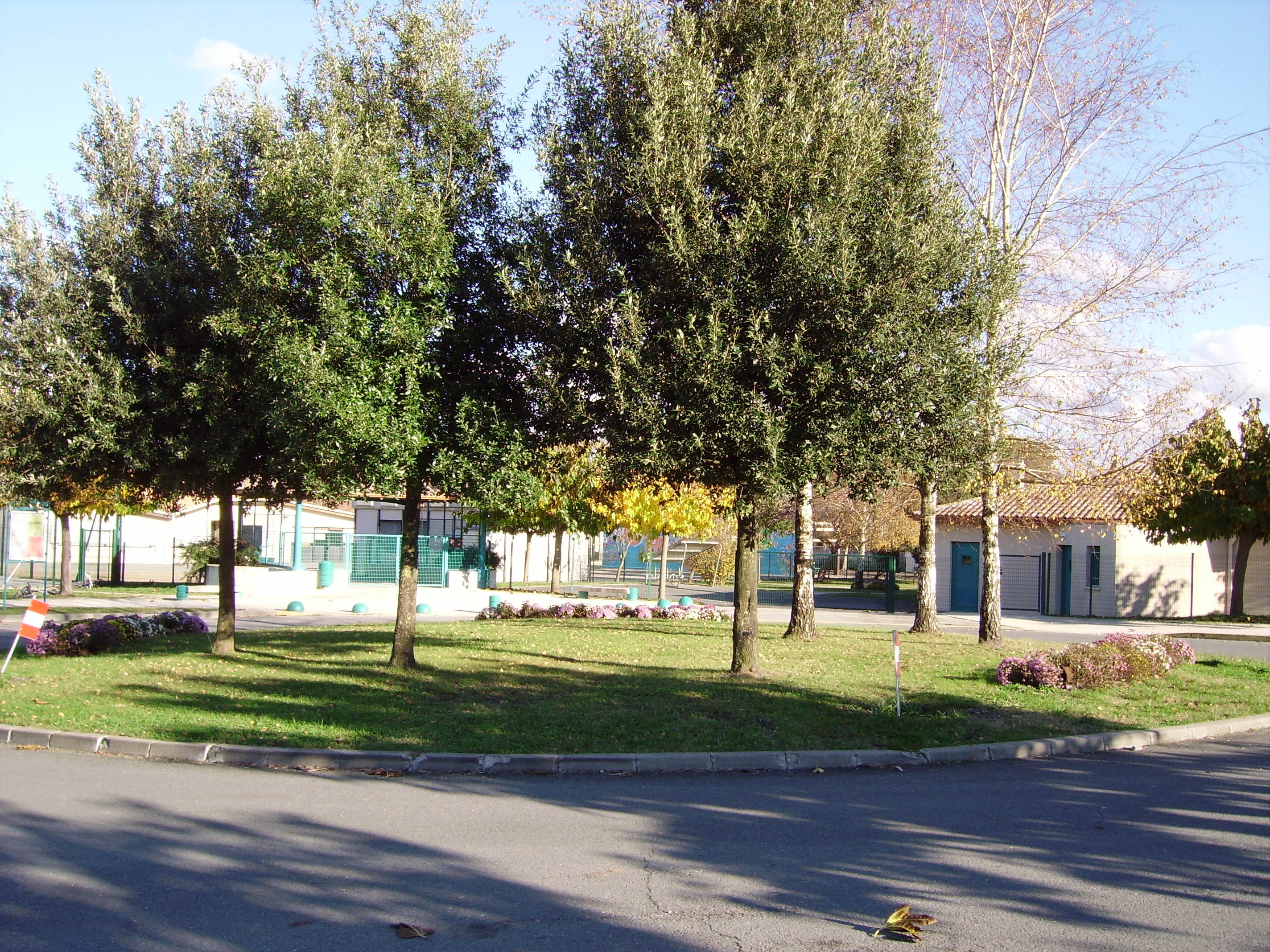
École primaire

L'école primaire a naturellement suivi l'école maternelle l'année suivante par des travaux d'agrandissement qui ont été effectués au cours de l'année 2003-2004. Elle se déroule aussi sur une semaine de quatre jours : les lundi, mardi, jeudi et vendredi.
Le budget du restaurant scolaire est géré par la caisse des écoles, budget annexe de la municipalité. Le bureau de la caisse des écoles est composé de parents d'élèves, de conseillers municipaux et présidé par le maire.
Depuis 2023, le nom de l'école devient Ecole élémentaire Nelson MANDELA. 2024, les 221 élèves sont répartis en 10 classes pour les niveaux CP, CE1, CE2, CM1, CM2.
| Classe | 2004 | 2005 | 2006 | 2007 | 2024 |
| ------ | ---- | ---- | ---- | ---- | ---- |
| Total  | 188  | 186  | 197  | 184  | 221  |

#### Cycle secondaire
Actuellement 2007, les enfants utilisent les ramassages scolaires pour se rendre au collège recommandé par la carte scolaire, le collège de Cadaujac ouvert en septembre 2006 pour répondre à l'accroissement de la population sur le canton de la Brède et désengorger les collèges voisins de La Brède, Léognan, Villenave-d'Ornon. Le ramassage se fait le matin par bus avec plusieurs arrêts.

### Garderie - Centre de loisirs

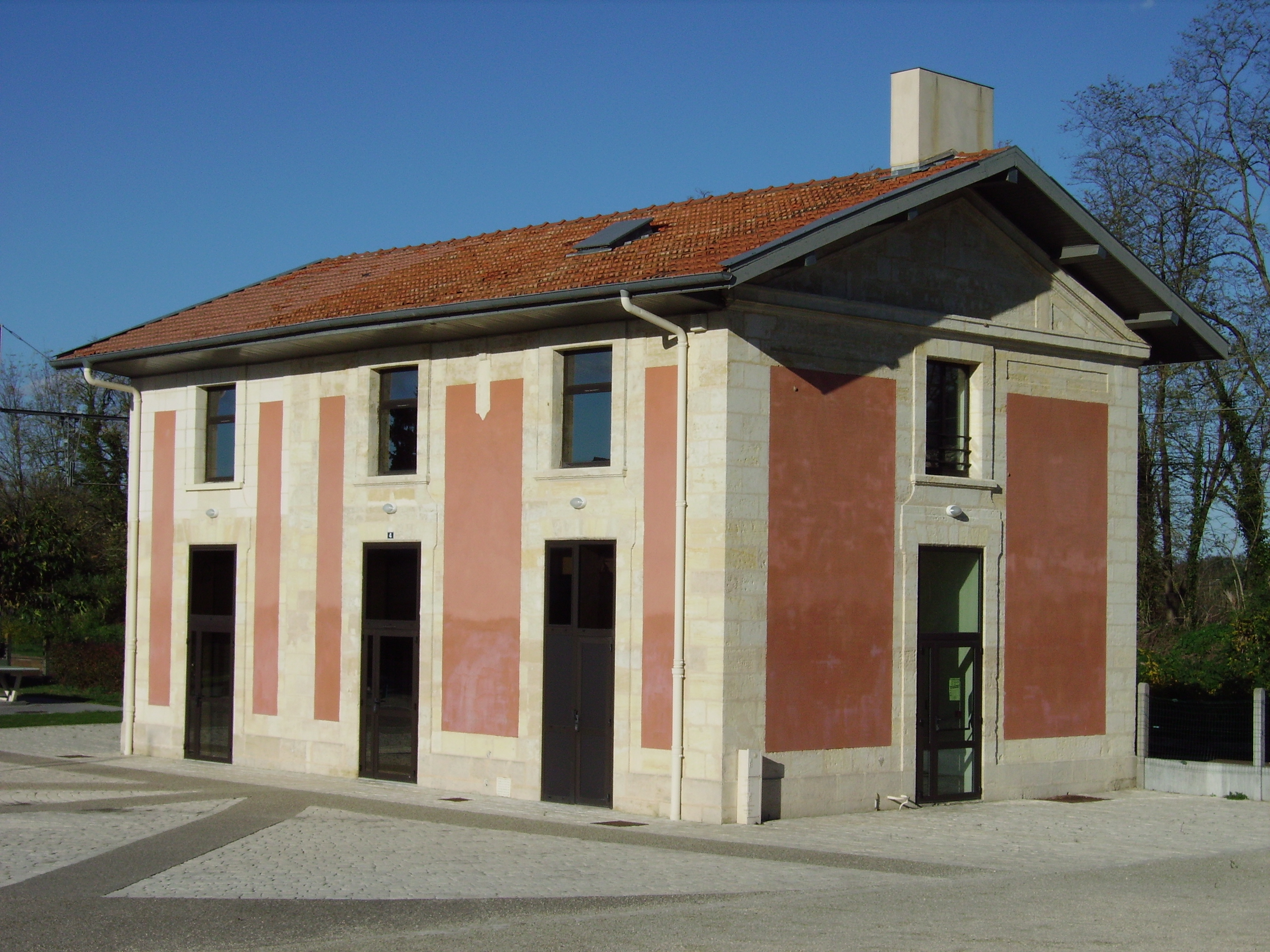
Foyer ados

Garderie et restaurant scolaire dont les inscriptions sont gérées par la mairie
- Centre de loisirs maternel

Le service jeunesse dispose de deux structures pour accueillir les adolescents de la commune :
- Le point information jeunesse (PIJ) est plutôt un lieu d'accueil et d'échange.
- Le « Loisirs Ados » dépend du (CLSH) et propose des activités à la carte pendant les vacances scolaires.

Autres loisirs :
- Centre de loisirs équestres des Palud
- Bibliothèque municipale

### Social
- Le centre communal d'action sociale (C.C.A.S.)
- Banque alimentaire
- Repas à domicile, personnes isolées ou provisoirement handicapées
- Transport des personnes âgées gratuit par minibus depuis mai 2004
- Service Emploi de la mairie créé en 2000

### Sports
- Club de handball HBSME (Handball Saint-Médard-d'Eyrans), créé en 2014 et affilié à la FFHB[36].
- Club de tennis TCSM (Tennis-club Saint-Médardais) créé en 1986 et affilié à la FFT
- Football
- Rugby - Les Arruanais[37]
- Section fitness
- Baby gym pour des enfants de trois à six ans

#### Les équipements sportifs

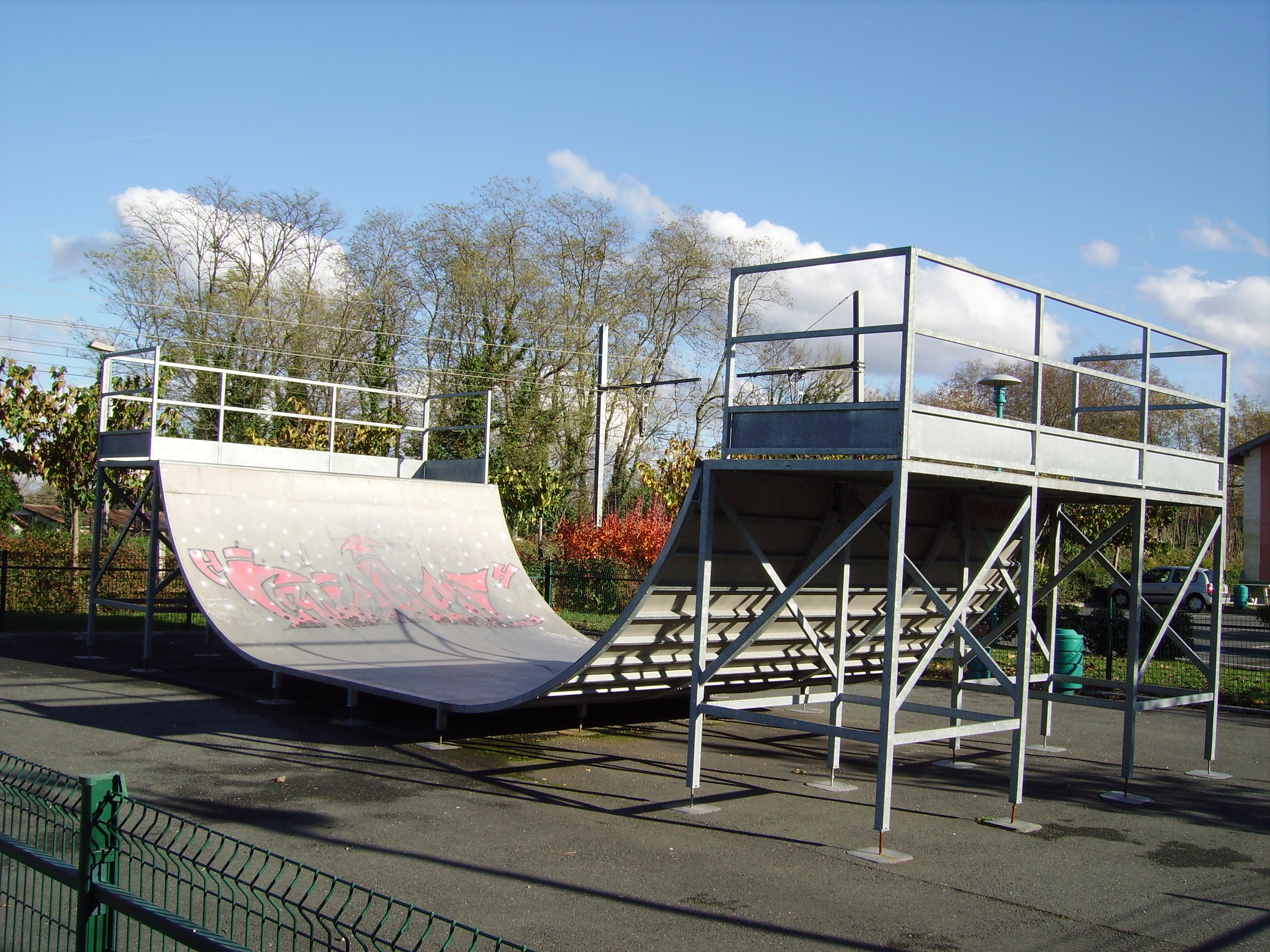
Skatepark.

La commune comporte plusieurs équipements sportifs qui permettent aux personnes de tous âges de pratiquer une activité. La place de la Loi-du-Premier-Juillet-1901, anciennement Place du-Cordon-d'Or, comporte un espace pétanque où ont lieu six concours officiels au cours de l'année, dont deux en triplettes, trois en doublettes et une en tête-à-tête. Juste à côté, se trouvent deux courts de tennis en béton poreux, avec éclairage pour les sportifs passionnés. Pour les joueurs qui voudraient s'entraîner en solo, un mur se trouve à disposition.

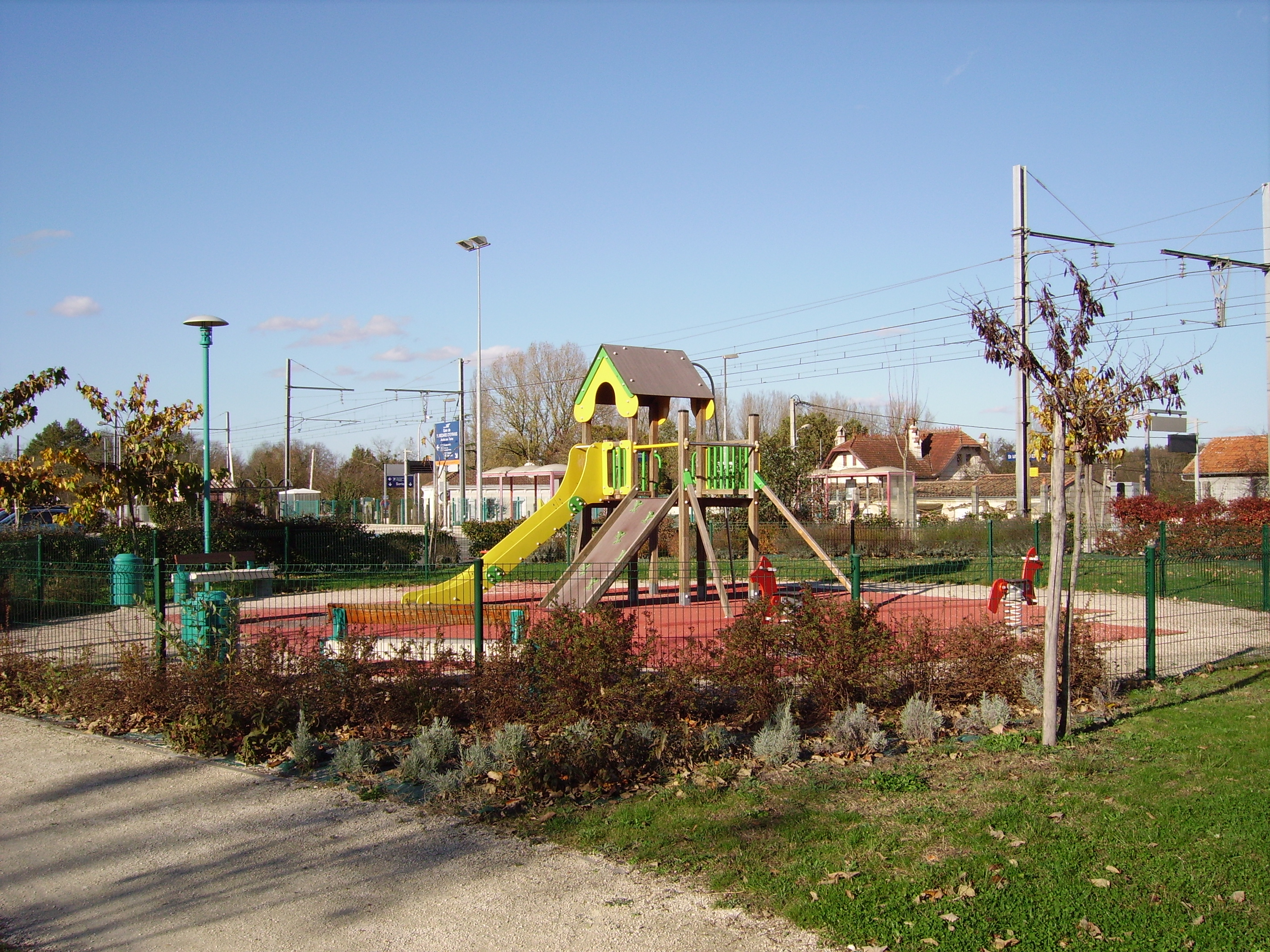
Jardin d'enfants.

Le complexe sportif « stade Saint-Médardais » se trouve près de l'église, avenue Canterane. Il comporte plusieurs terrains, des gradins, des vestiaires et aussi une buvette. Ce complexe est parfois utilisé pour la kermesse des écoles. Pour ce qui est du rugby, un autre terrain est à disposition avenue du Sable-d'Expert.
Pour l'entretien du corps, des cours de gymnastique se déroulent à la salle des fêtes ou dans une salle à proximité ; salle qui sert aussi aux tout-petits pour du « baby-gym ».
Pour les adolescents, un skatepark a été installé à proximité de l'ancienne gare, où se trouve également un jardin d'enfants avec deux toboggans et des puces.

### Associations
- Amicale des combattants 1914/18
- A Capella, chorale créée en 1970
- Association familles rurales créé en 1947
- Association de Bayen créé en 1972
- Association paléontologique du Bassin Aquitain (A.P.B.A.)
- Comité des fêtes créé en 1922
- Des couleurs et des ailes : Créations artistiques, créé en 2005
- Ensemble pour la sauvegarde du patrimoine architectural et culturel de Saint-Médard-d'Eyrans (E.S.P.A.C.E) fondé en 1996
- La ronde des fringues, bourse aux vêtements créée en décembre 1999 (mars, septembre, novembre)
- Os Lusitanos depuis janvier 2002
- Orchestre philharmonique fondé en 1906
- Trois p'tits points… , théâtre, créé en 2002

## Économie

### Viticulture
Le château d'Eyran et les terres attenantes appartiennent depuis la fin du XVIIIe siècle à la famille de Sèze. Après que les vignes ont été arrachées au début du XXe siècle, le vignoble est restauré à partir de 1984, et inclut dans la nouvelle appellation « graves de pessac-léognan ». Le domaine d'Eyran produit deux vins : le château d’Eyran et le château Haut-L'Artigue.

### Agro-alimentaire
Entre 1995 et 2015, la commune voit se développer la société Lou Gascoun, productrice de pâtés et de plats cuisinés du sud-ouest,. C'est durant cette période que l'entreprise s'étend au marché national en proposant de nouvelle game de produit Label rouge.

## Culture locale et patrimoine

### Lieux et monuments

Le château d'Eyran et le chalet
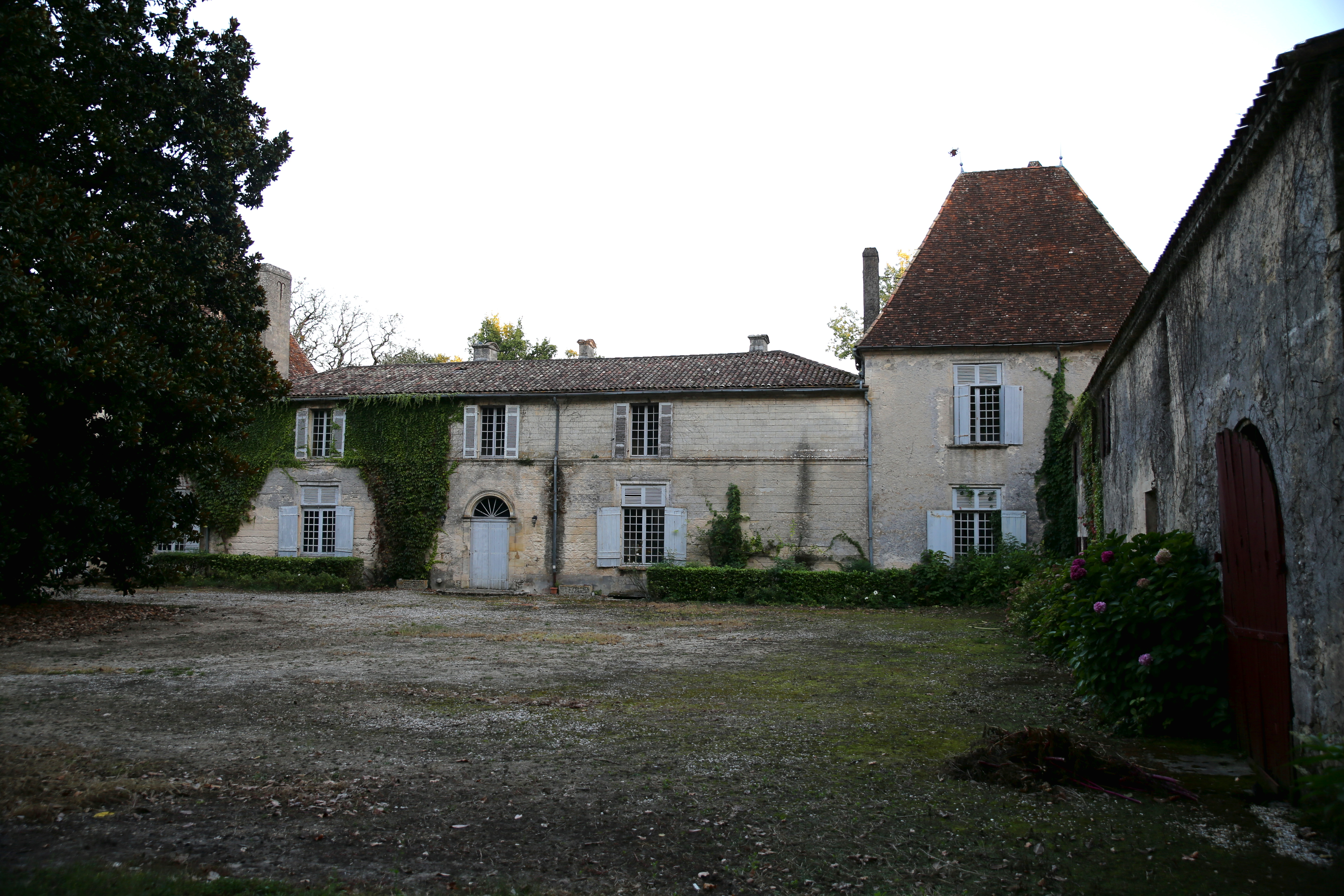
Le château d'Eyran.
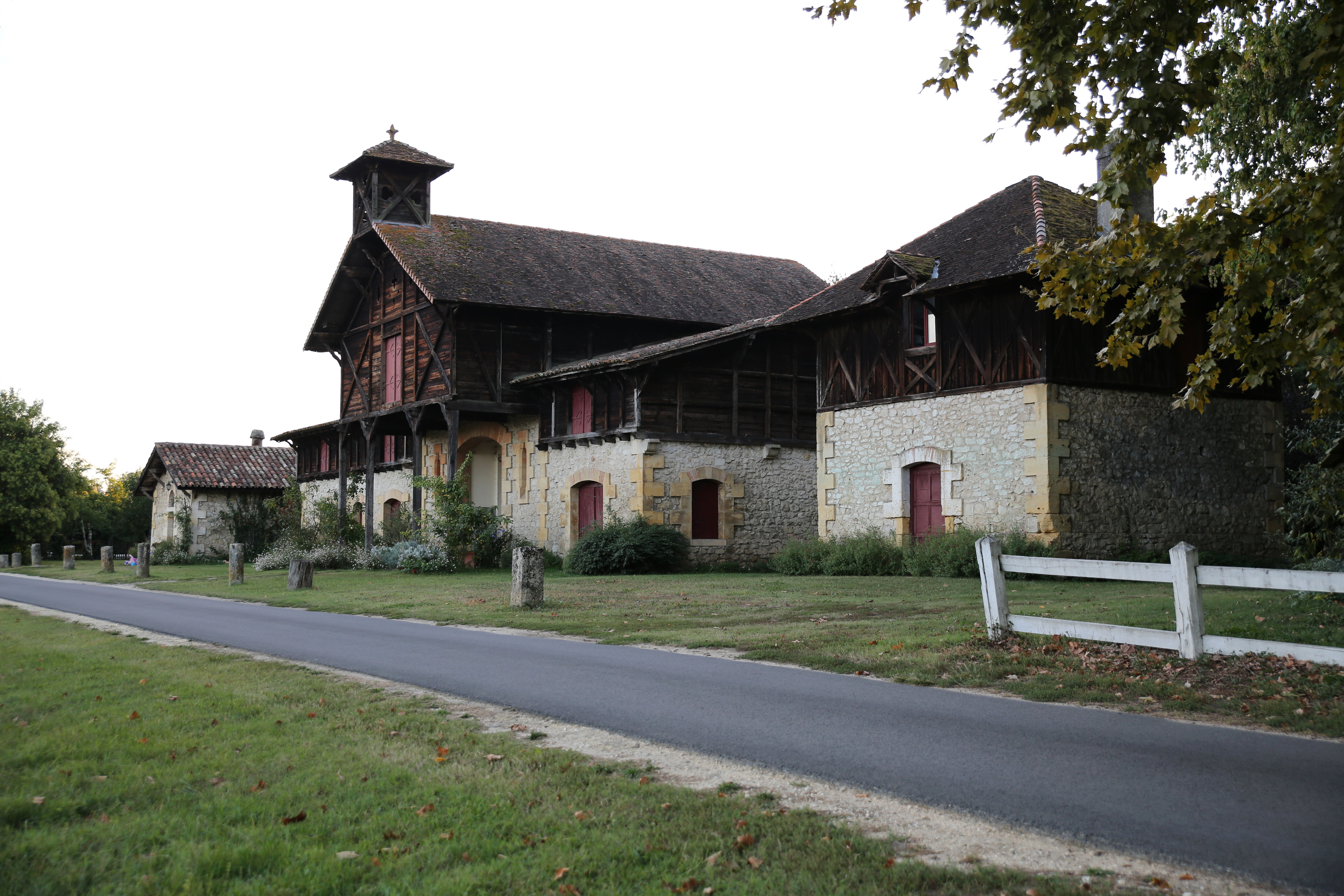
Le chalet, ferme du château.

- Le château Lamothe
- Le château de La Prade

L'église et le patrimoine religieux
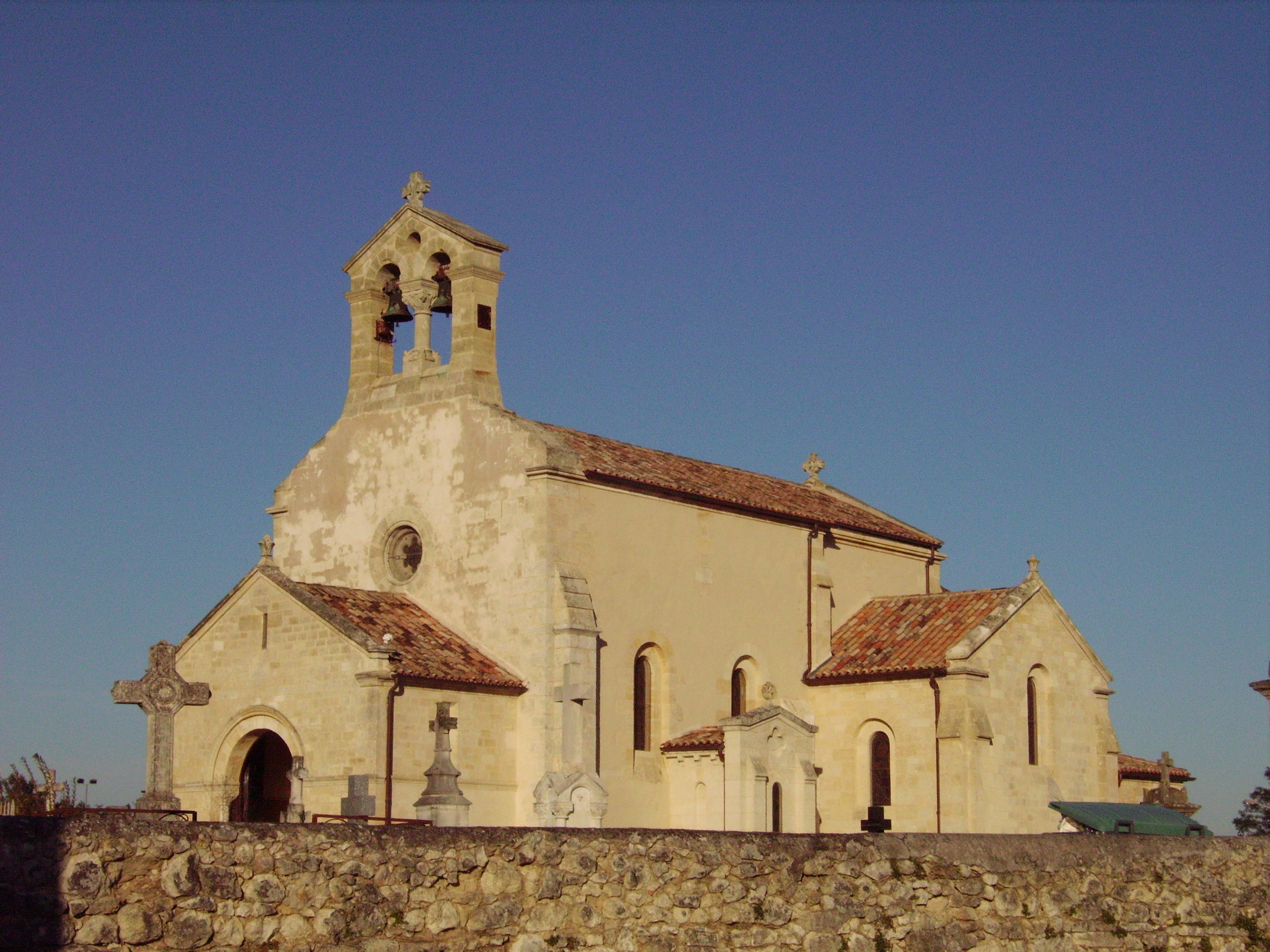
L'église Saint-Médard.
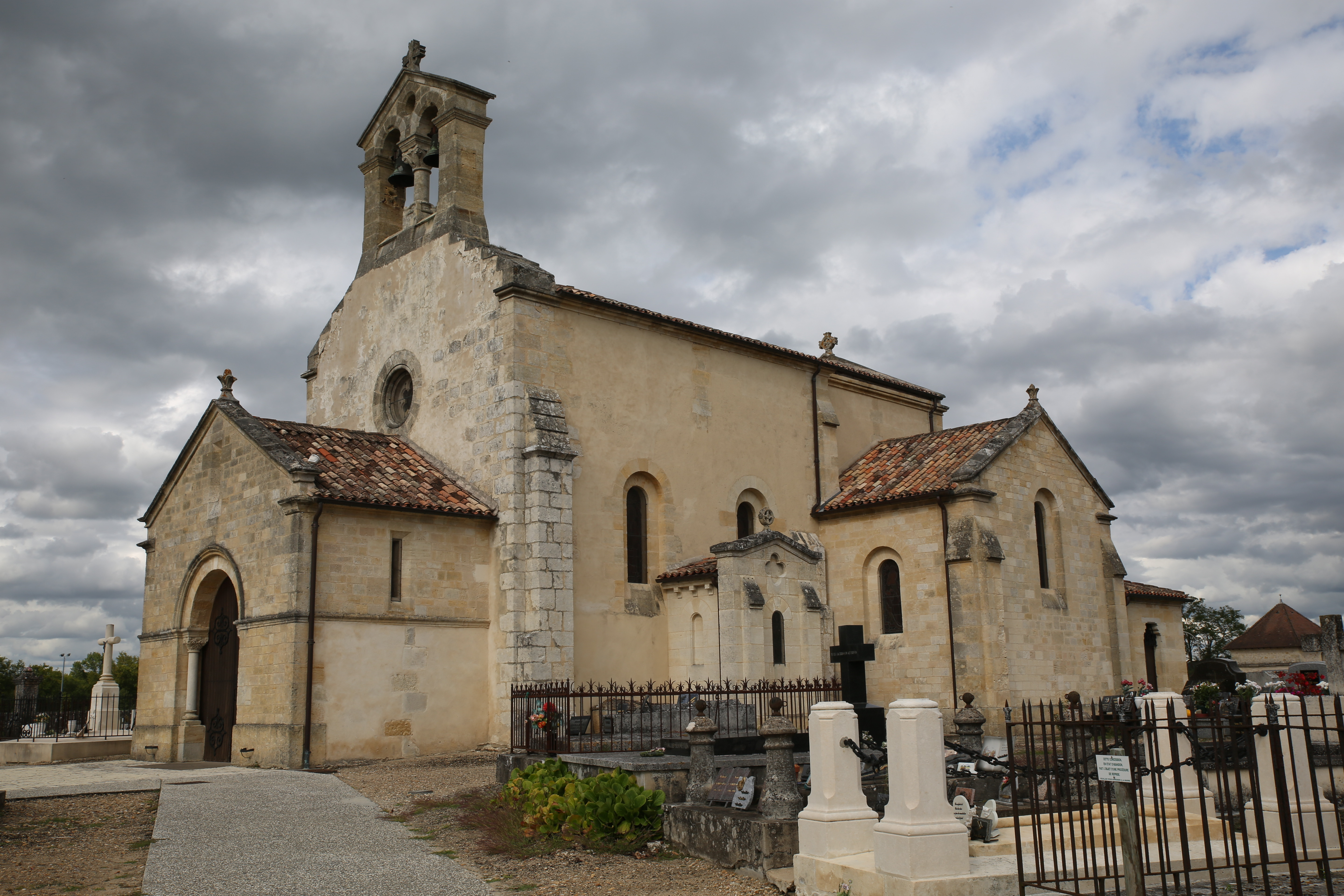
Autre vue de l'église.
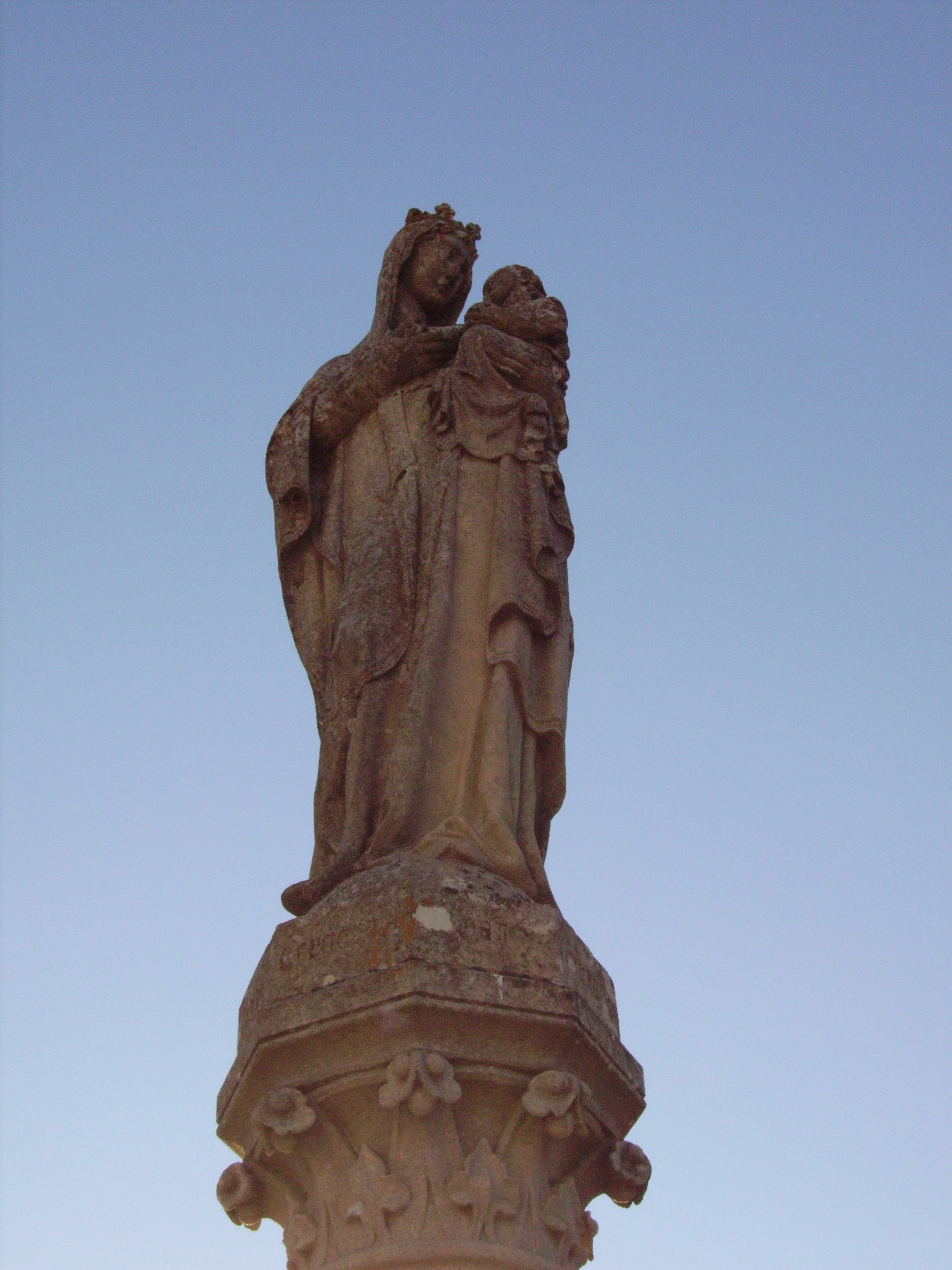
Vierge à l'Enfant en face de l'église.
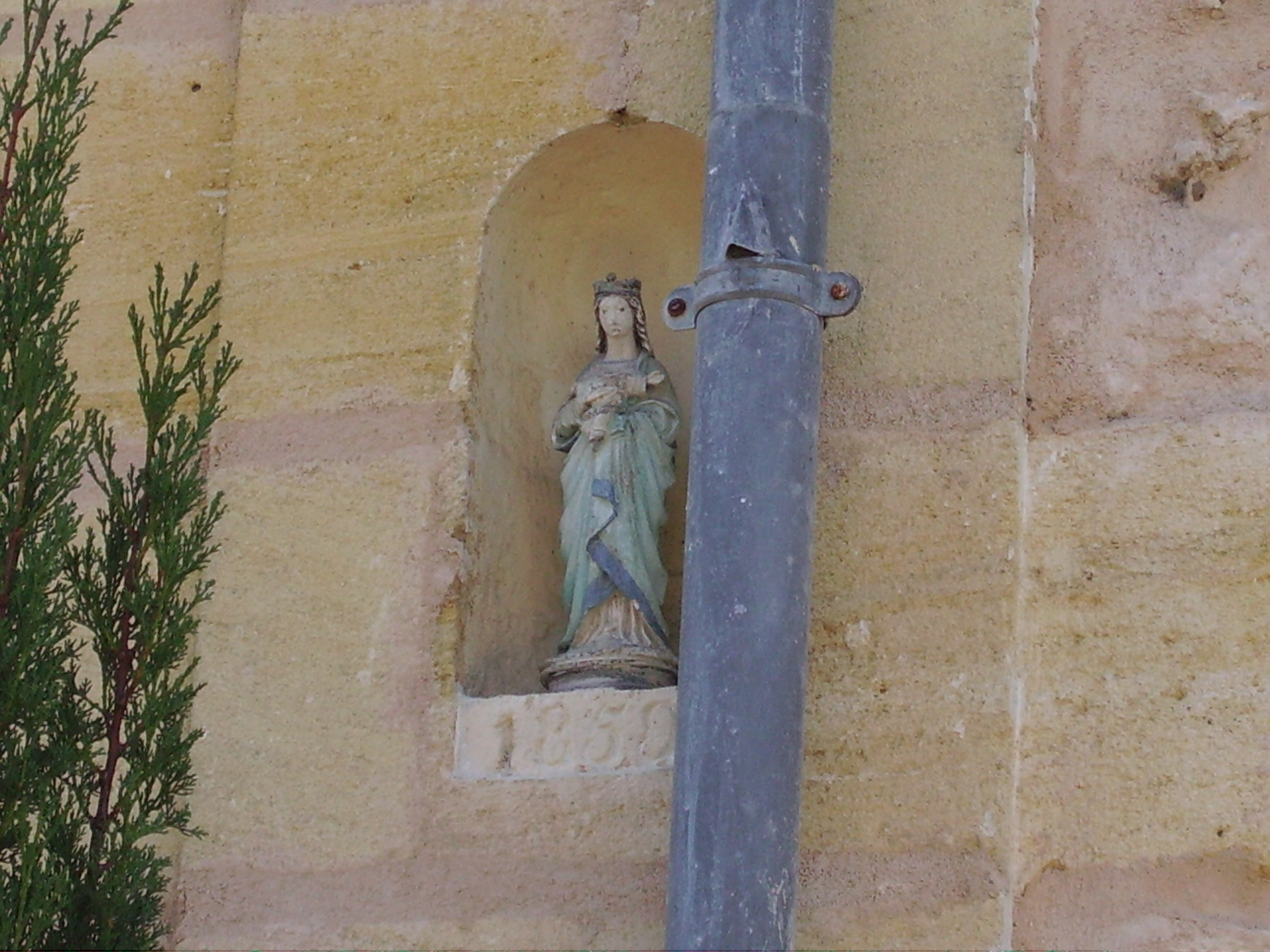
Une statue de la Vierge sur une façade de maison.
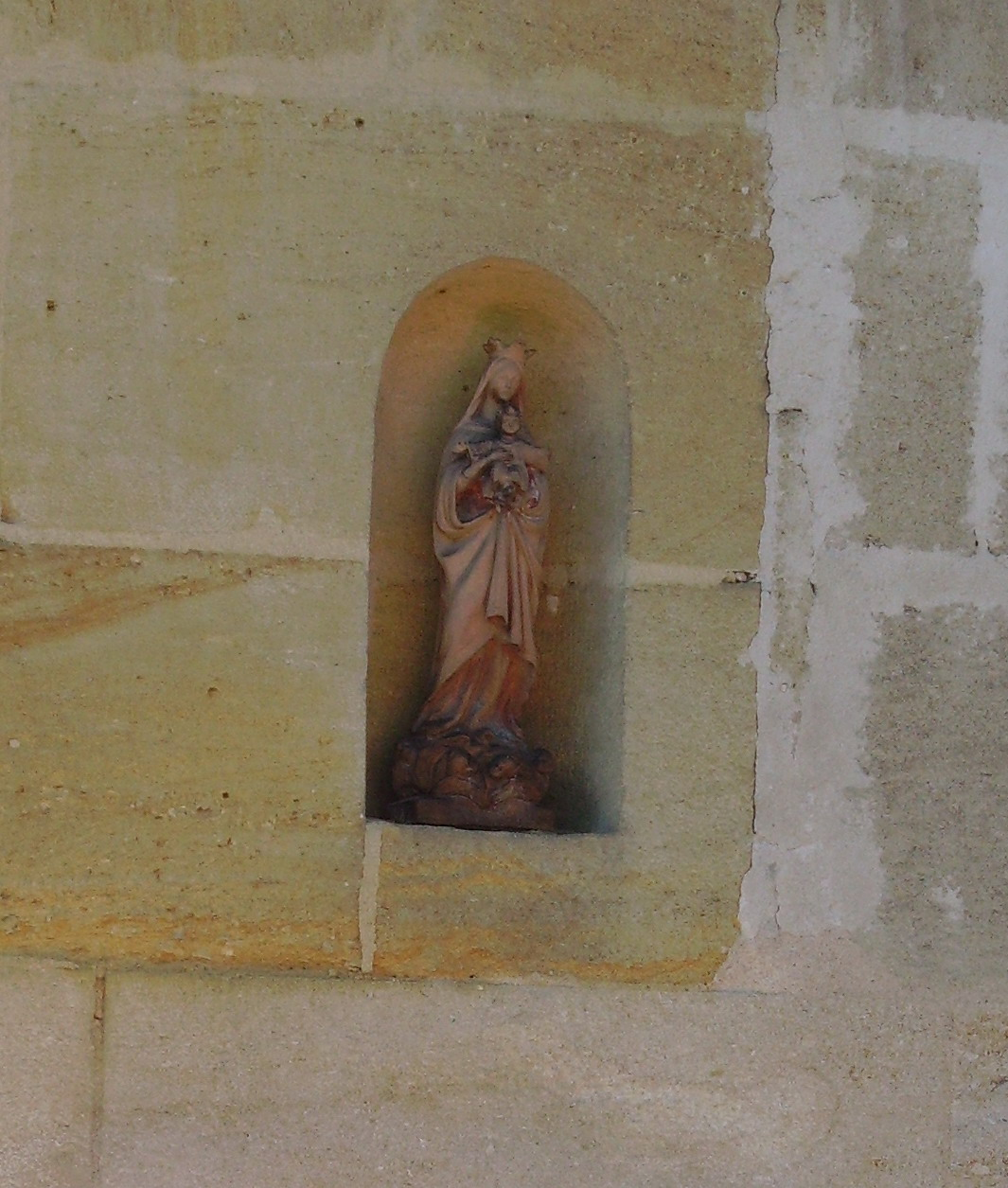
Autre statue de la Vierge sur une façade de maison.

Lieux publics
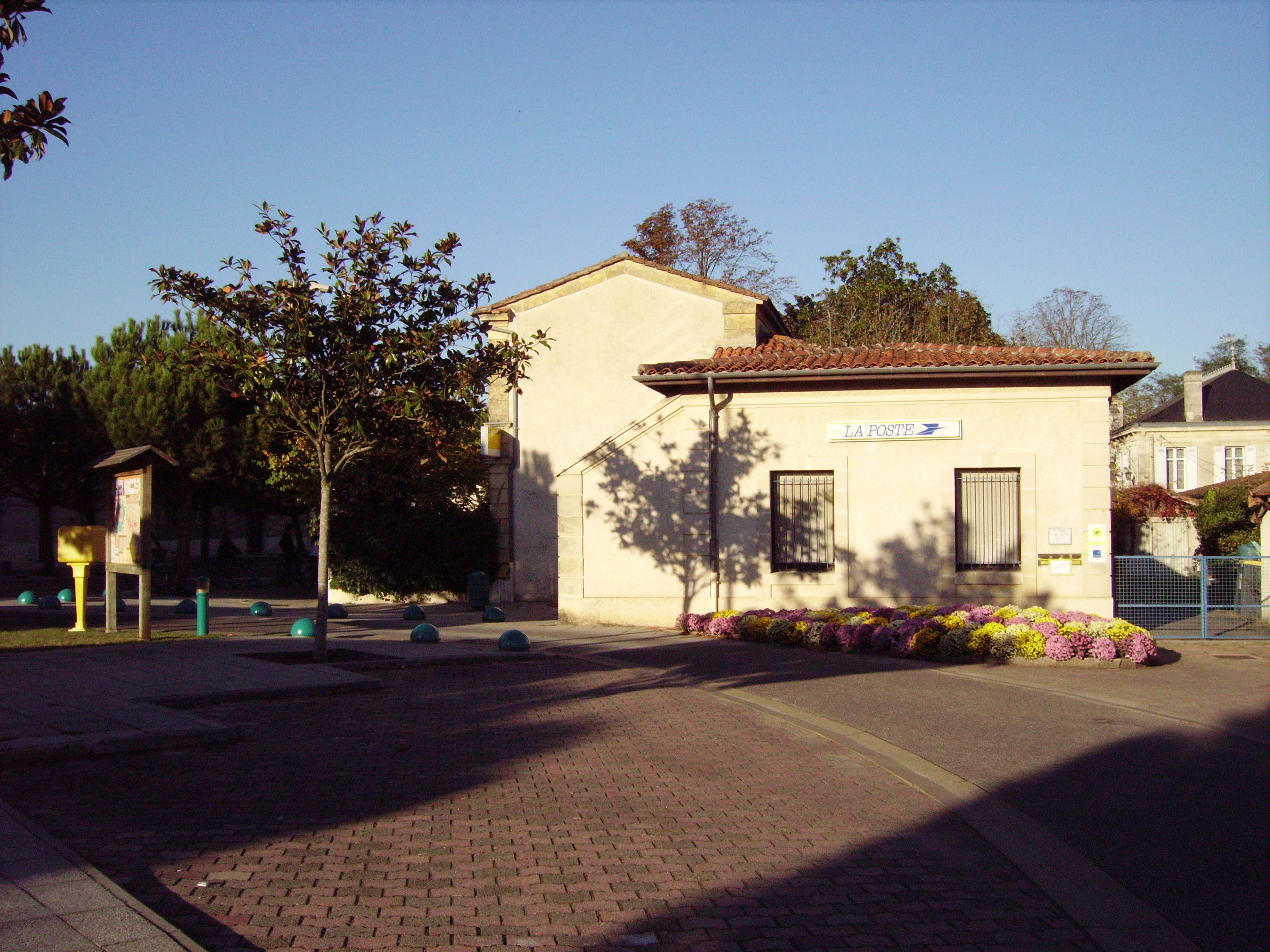
La poste.
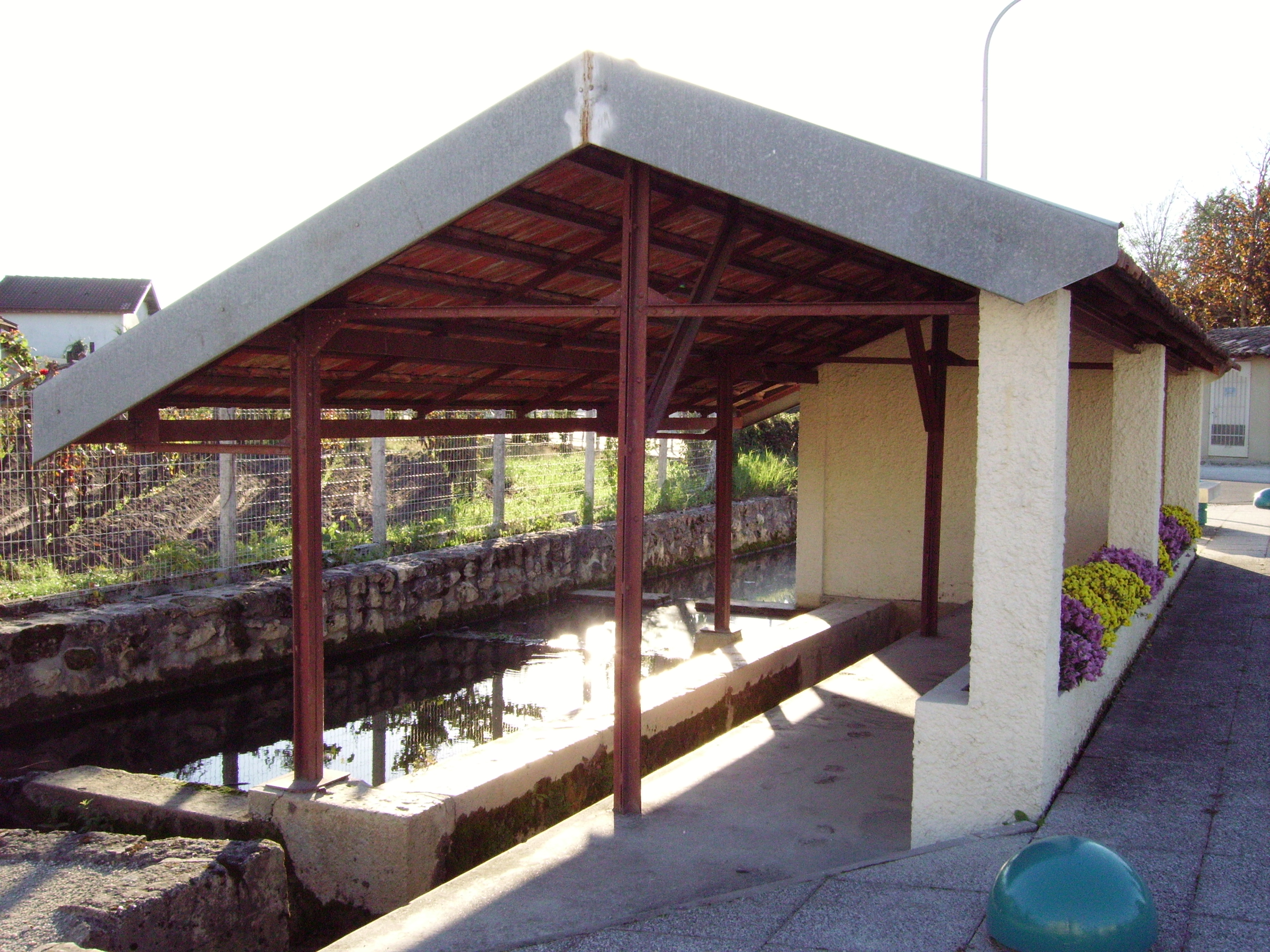
Le lavoir.

- De 1858 à 1888, sous la houlette de l'abbé Bonnin, neuf croix de mission ou croix de carrefour ont été érigées, une par hameau.

Les neuf croix
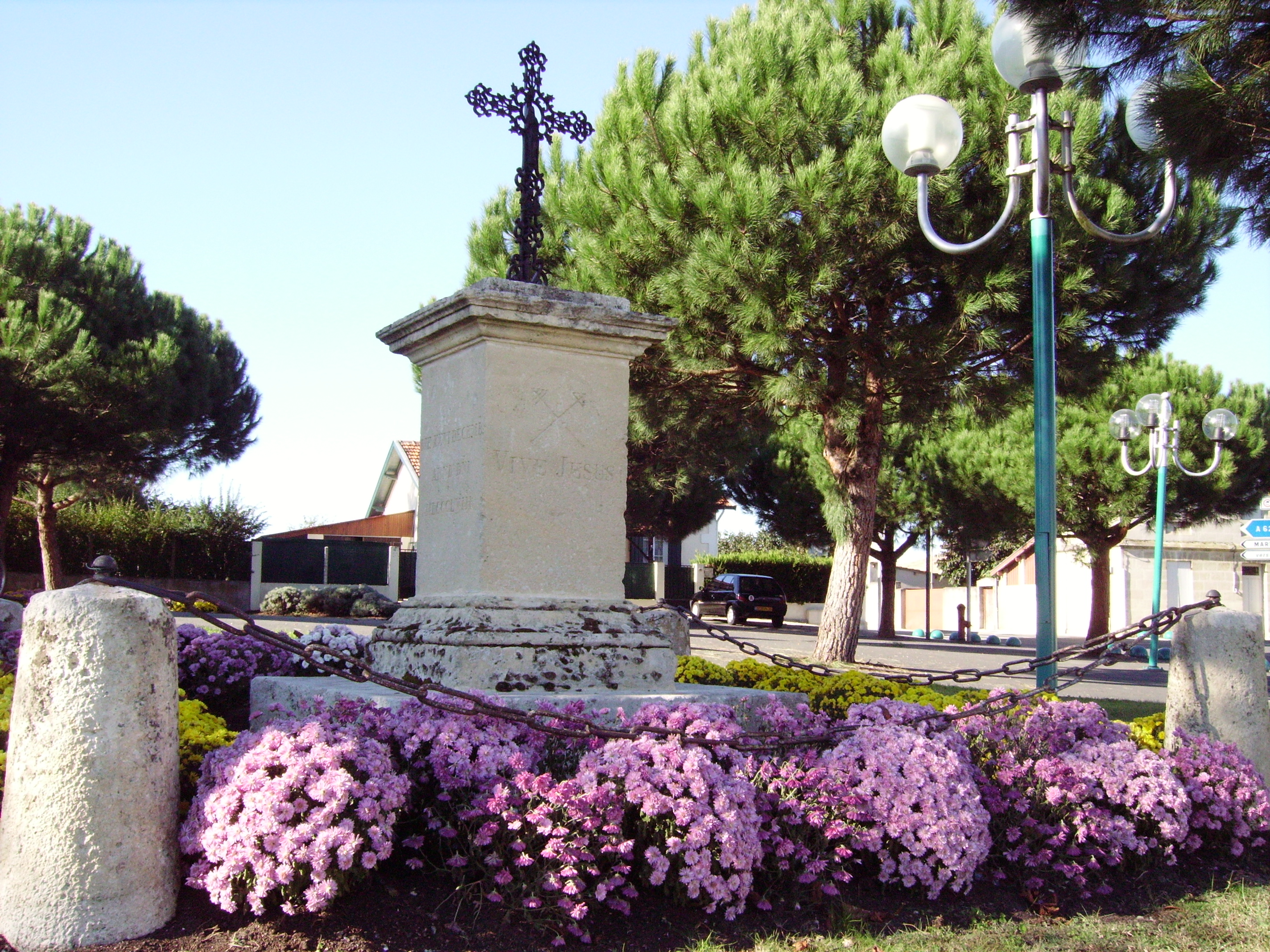
Première croix : place du 11-Novembre.
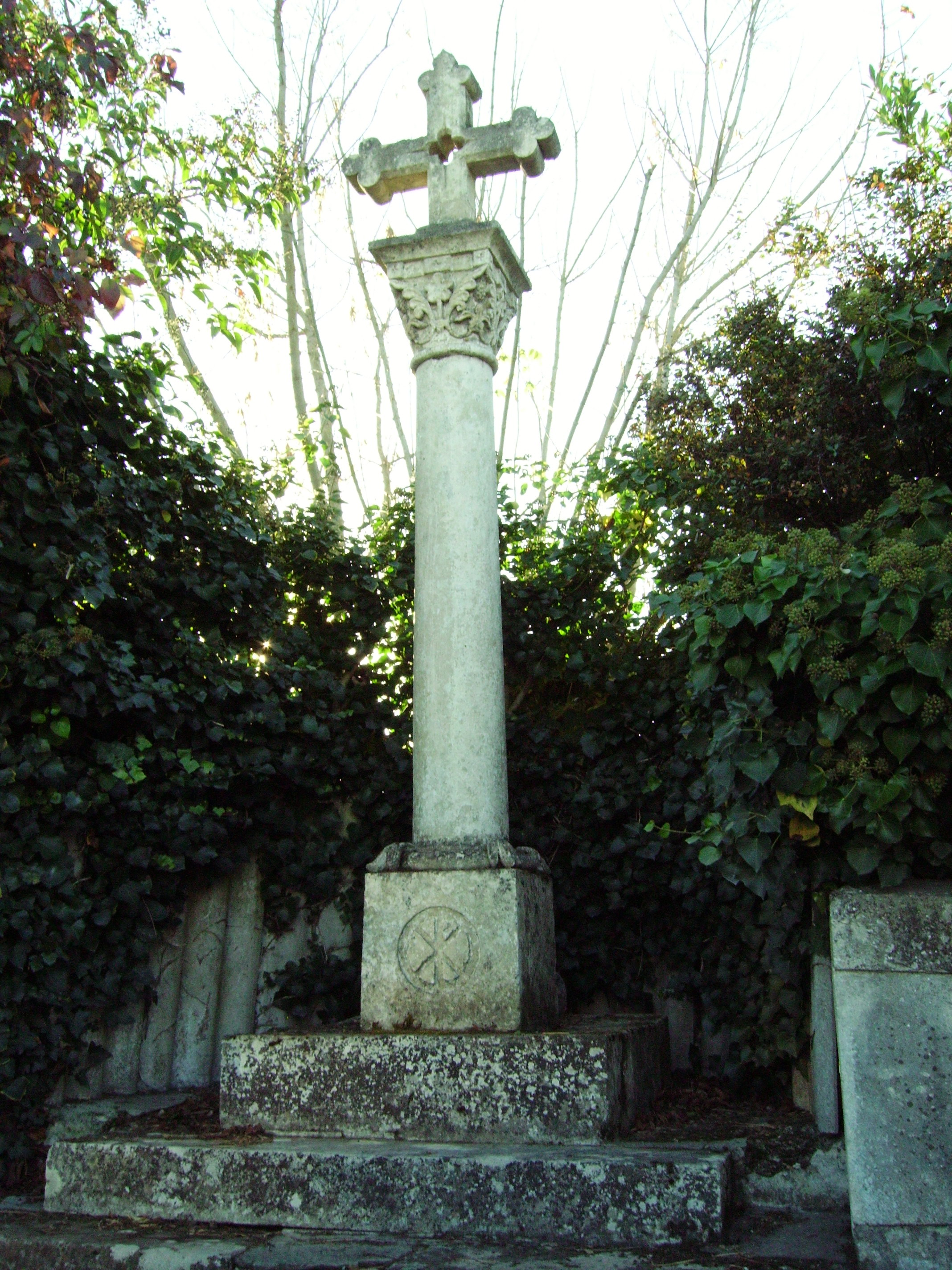
Deuxième croix : avenue de Baron.
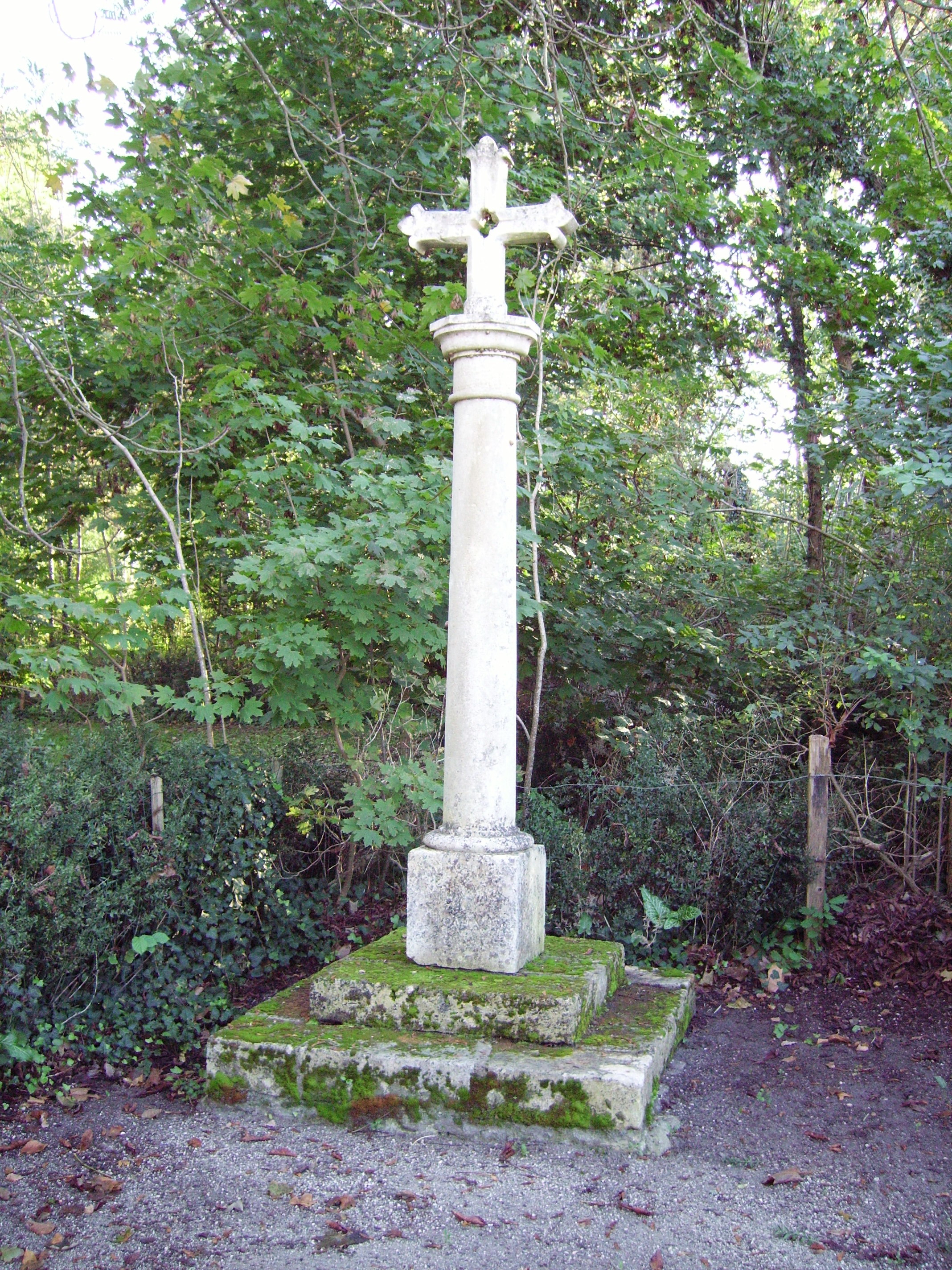
Troisième croix : rue des Fauvettes.
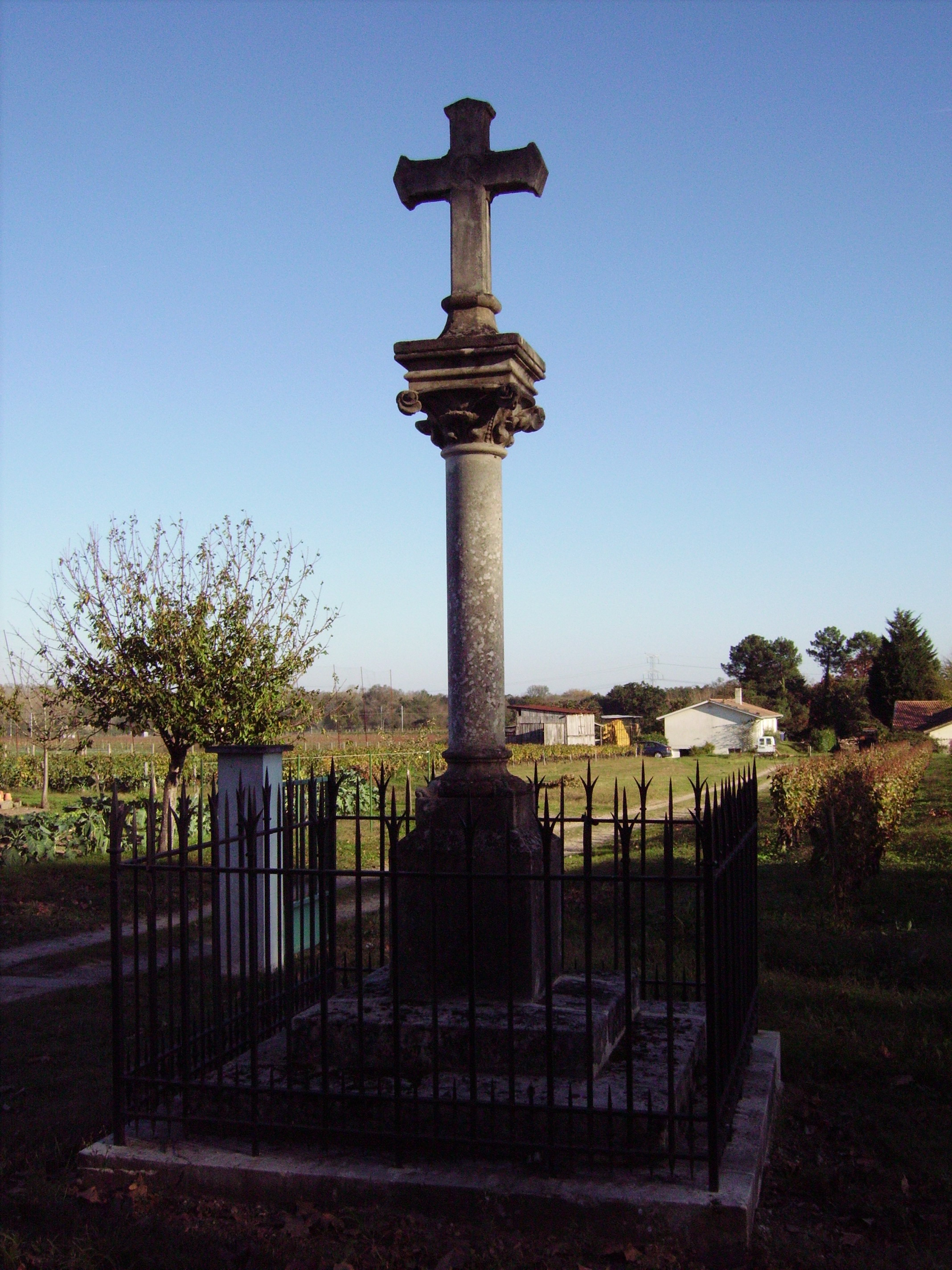
Quatrième croix : avenue du Sable-d'Expert.
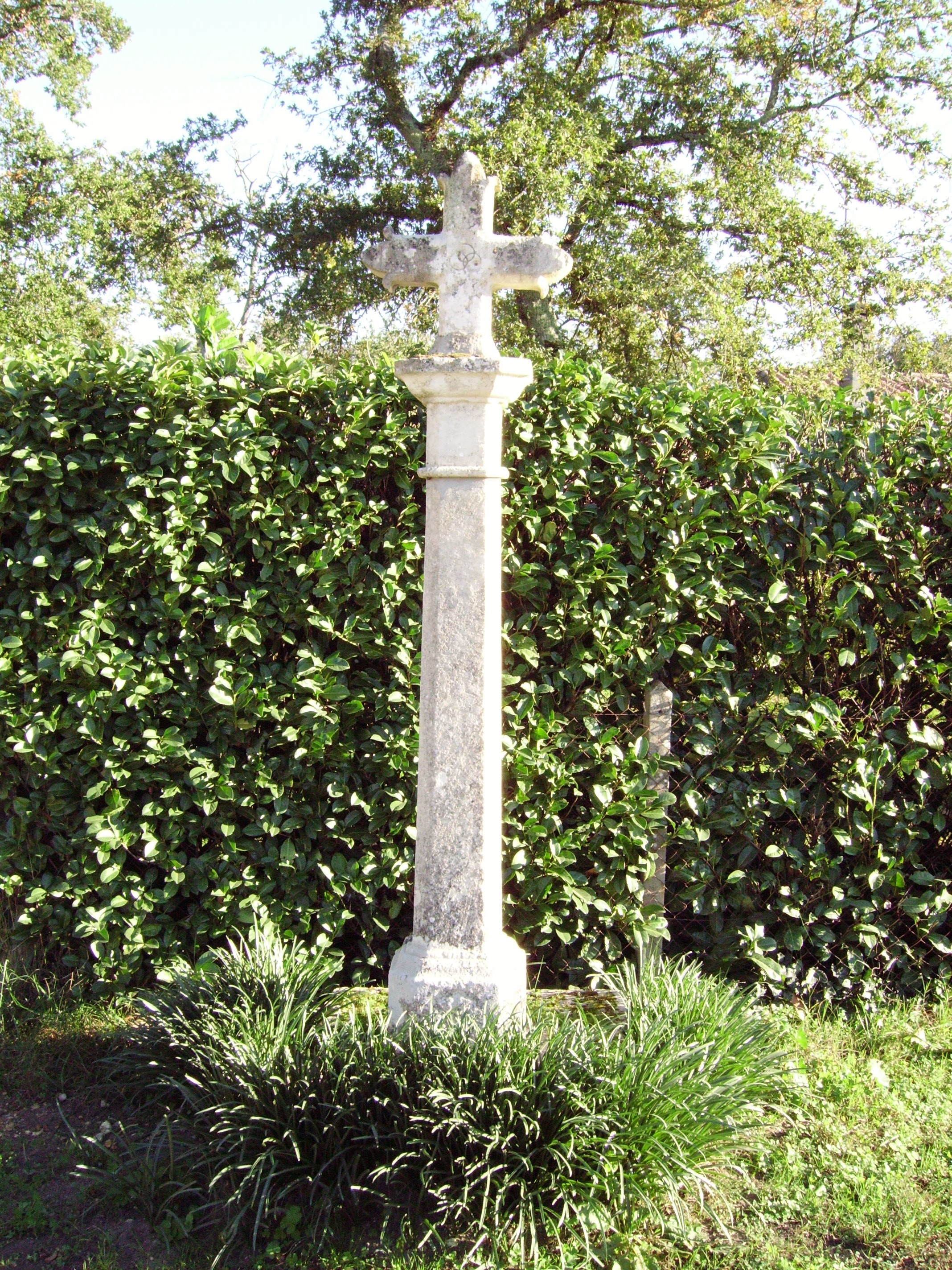
Cinquième croix : chemin des Marais.
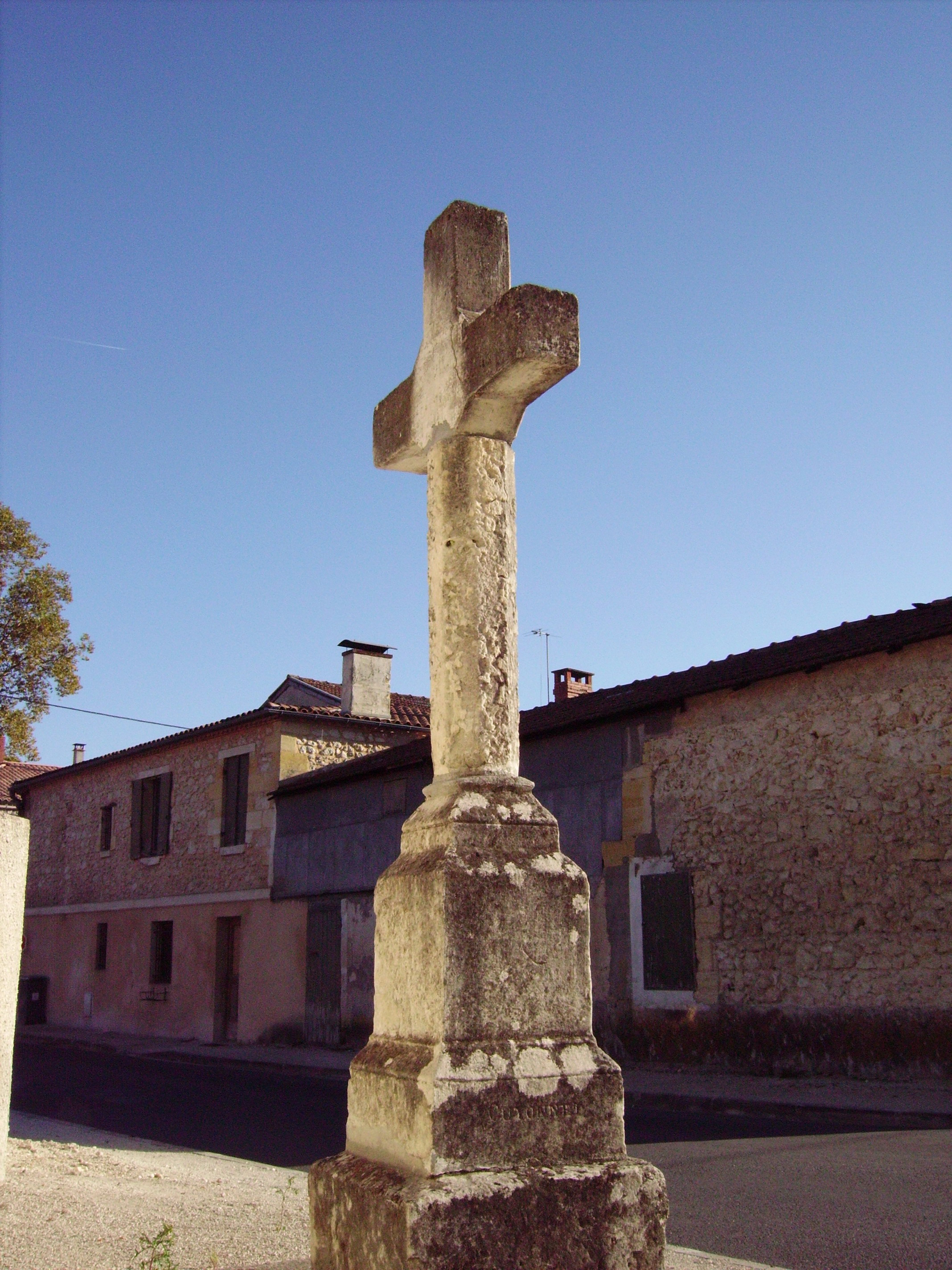
Sixième croix : La Prade.
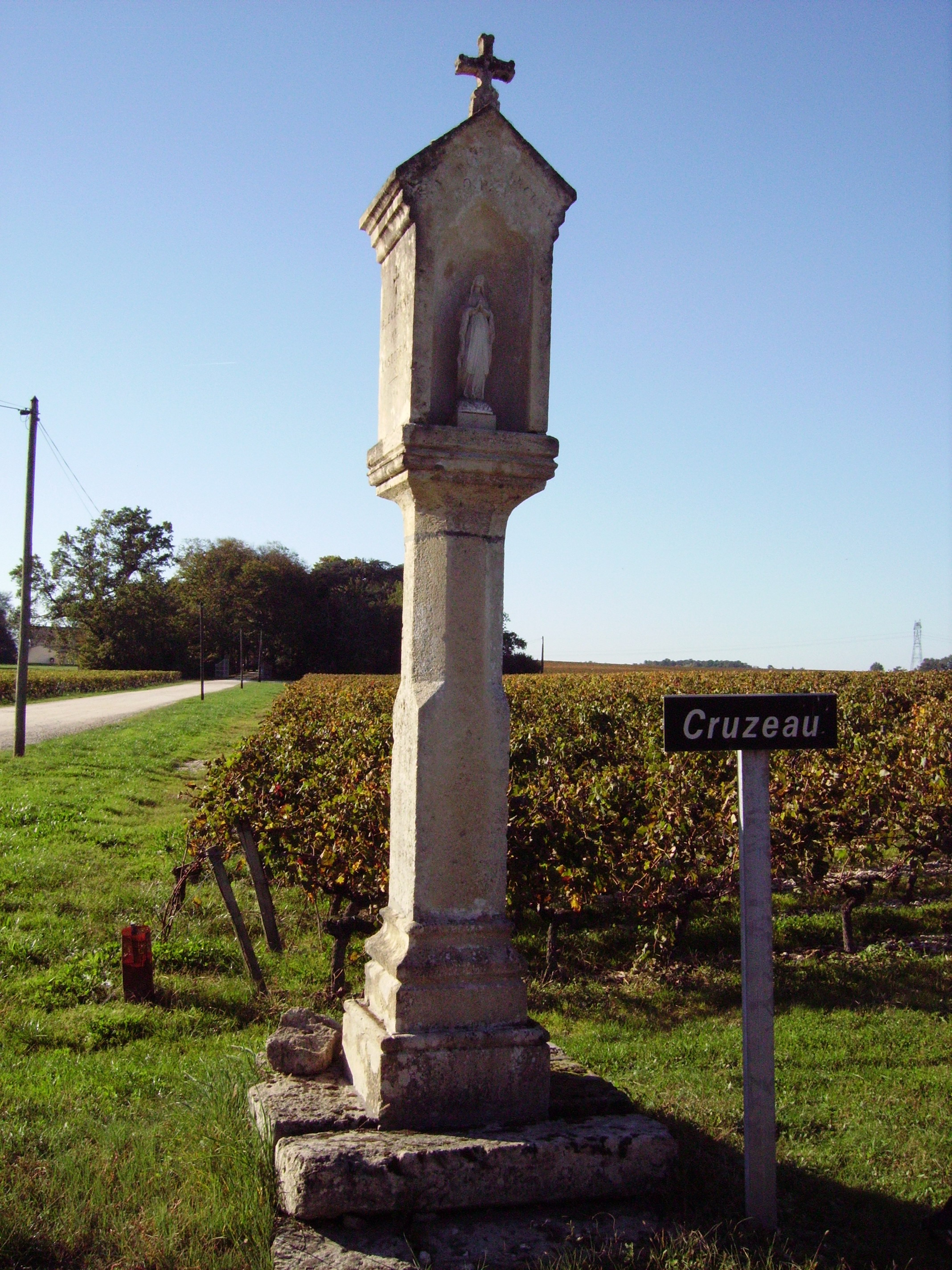
Septième croix : Larchey.
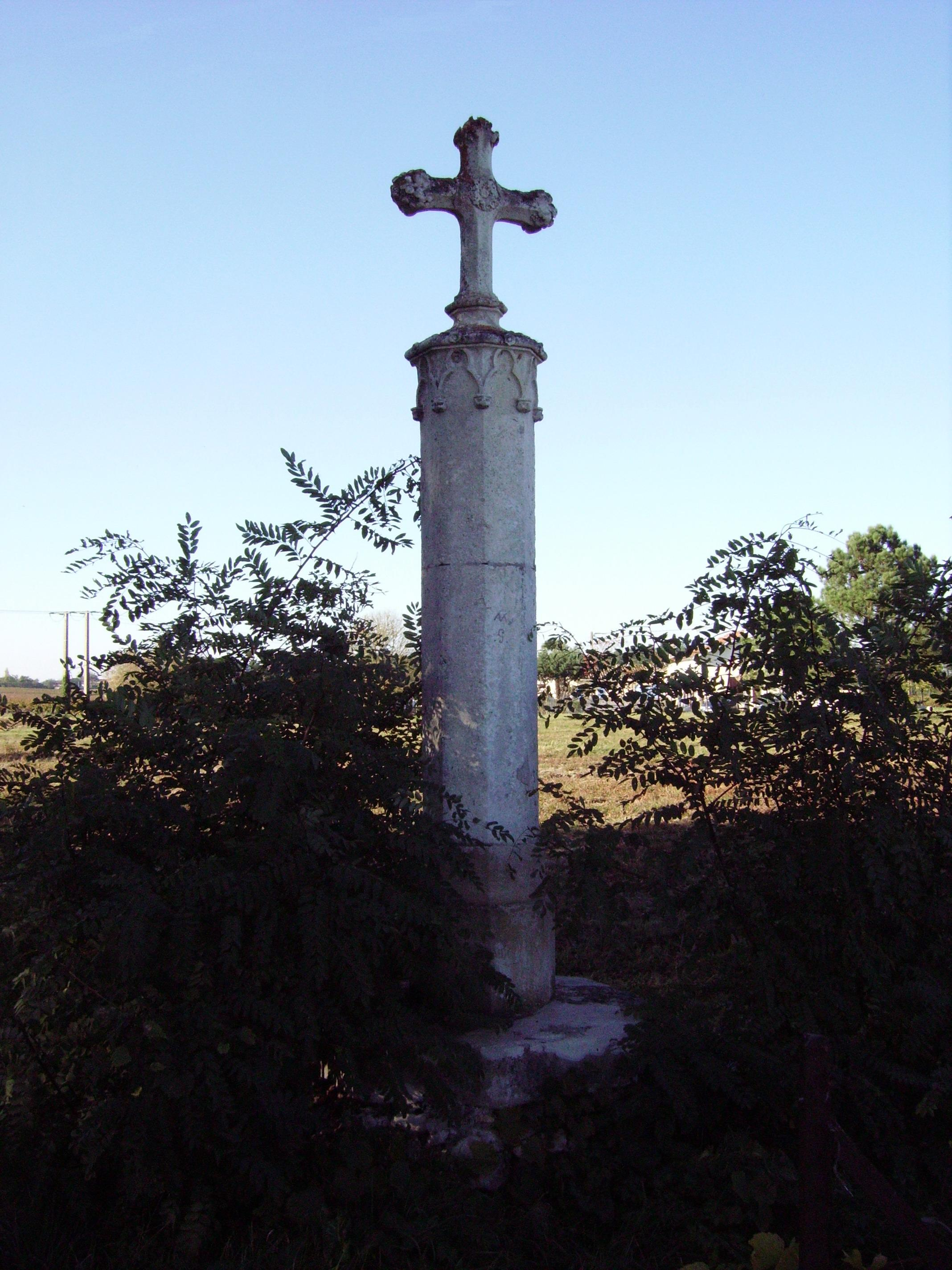
Huitième croix : Larchey-Cantin.
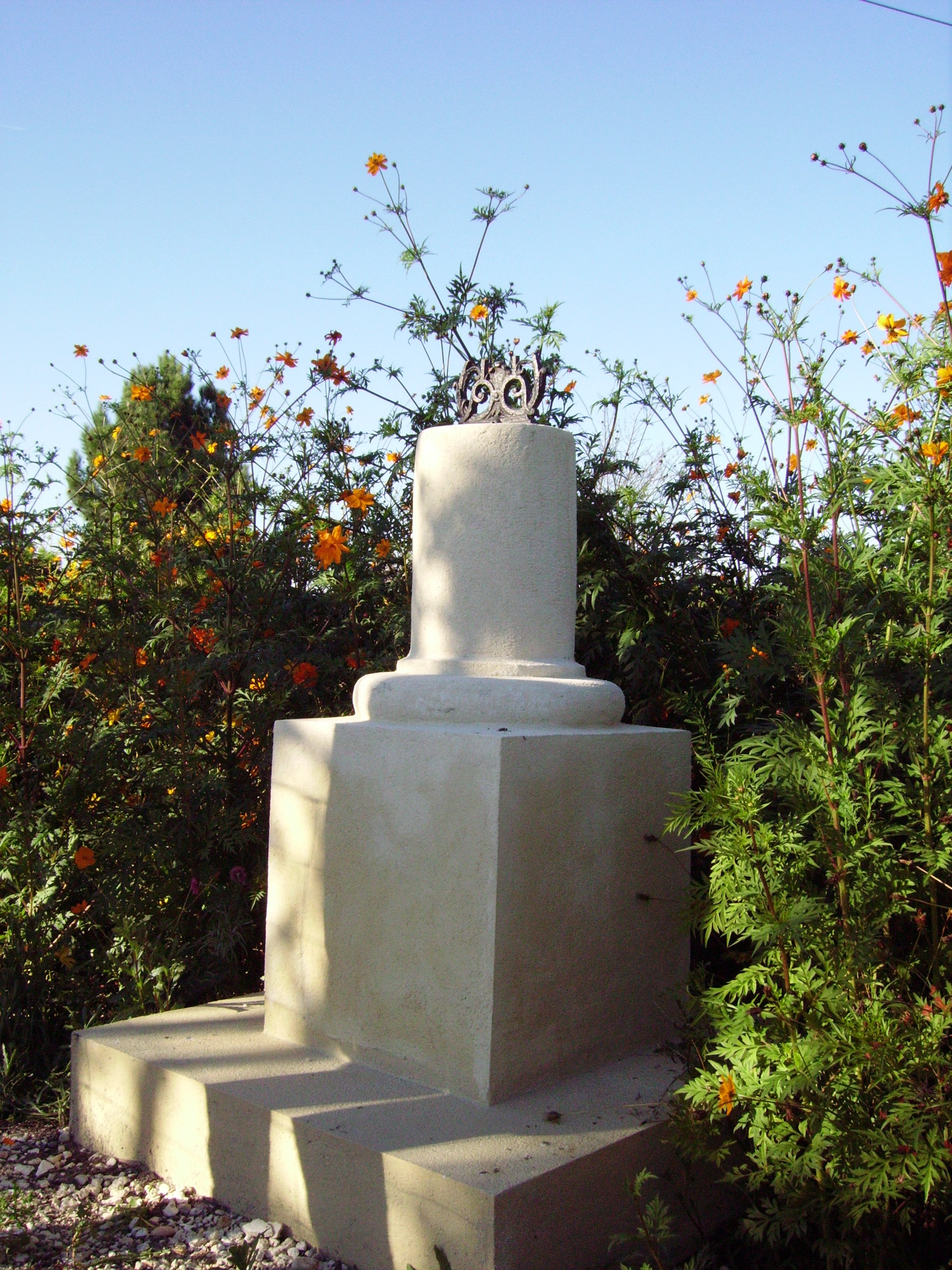
Neuvième croix : aux Brouilleaux.

### Personnalités liées à la commune
- L'évêque saint Médard (456-545), administrateur de ce diocèse.
- Stanislas de Sèze (1903-2000), professeur de médecine, père de la rhumatologie, fut propriétaire du château et ancien adjoint municipal et est enterré dans la commune.
- Stéphane de Sèze, auteur du livre intitulé :  Eyrans, une seigneurie et ses dynasties bordelaises, publié en 2016 chez J.J Williaume, Bordeaux.

## Héraldique

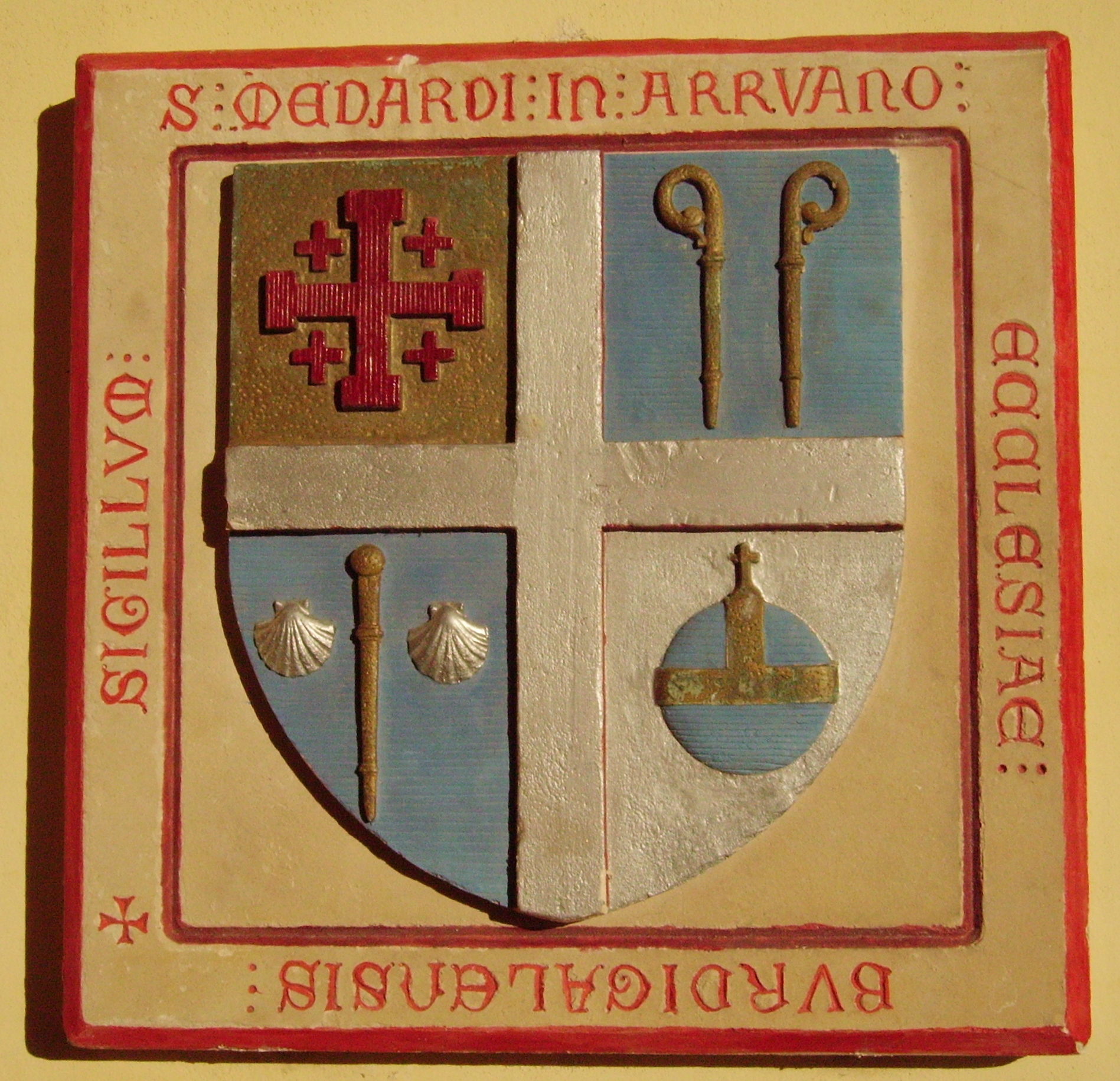
Armes de Saint-Médard-d'Eyrans.

À la porte de l'église, un tableau présente des armes de Saint-Médard-d'Eyrans et l'inscription :
SIGILLUM :  S : MEDARDI : IN : ARRUANO : ECCLESIAE : BURDIGALENSIS :

qui peut se traduire par « Sceau [de la ville de] St-Médard en [pays d'] Arruan de l'Église (i.e. le diocèse) de Bordeaux »
- 1er quartier (en haut à gauche) : les armes de Godefroy de Bouillon rappellent que St-Médard-d'Eyrans était une étape du pèlerinage de Jérusalem.
- 2e quartier (en haut à droite) : les deux crosses font référence à l'évêque saint Médard.
- 3e quartier (en bas à gauche) : le bâton de pèlerin (ou bourdon) et deux coquilles Saint-Jacques sont une allusion au pèlerinage de Saint-Jacques-de-Compostelle dont Saint-Médard-d'Eyrans était un lieu de passage.
- 4e quartier (en bas à droite) : le globe est l'image de la chrétienté dominant le monde.

### Blason actuel
| Armes | Les armes de Saint-Médard-d'Eyrans se blasonnent ainsi : Écartelé d'azur et de gueules, au premier à la croix potencée d'or cantonnée de quatre croisettes d'argent, au deuxième à la barre d'argent chargée de deux fleurs de lys [soudées] d'or, accompagnée, en chef, d'une abeille du même et, en pointe, d'un globe croisé aussi d'or cerclé et cintré d'azur, à la tête de crosse d'or brochant en cœur sur la barre, au troisième au bourdon de pèlerin avec sa gourde attachée d'argent, accosté, en chef, de deux coquilles du même et, en pointe, de deux grenouilles affrontées d'or posées en chevron, au quatrième à la vigne d'or sur une terrasse d'argent mouvant de la pointe, tortillée sur son échalas du même, feuillé et fruité de quatre grappes de raisin aussi d'or, deux à dextre et deux à senestre. - 1er quartier (en haut à gauche) : les armes de Godefroy de Bouillon - 2e quartier (en haut à droite) : référence à l'évêque saint Médard : - l'abeille, saint Médard étant connu pour guérir miraculeusement des piqûres d'abeilles et de guêpes, - la crosse épiscopale, attribut de l'évêque, - le globe, image de la chrétienté dominant le monde, - les fleurs de lys qui représentent les armes des rois de France. - 3e quartier (en bas à gauche) : - Saint-Médard-d'Eyrans était située sur le chemin du pèlerinage de Saint-Jacques-de-Compostelle, d'où les références (le bâton de pèlerin ou bourdon et sa gourde, et les coquilles Saint-Jacques), - Les grenouilles : référence à l'origine du nom « Eyrans », venant probablement de Leyre, Eyre, racine latine signifiant l'eau. Le village de Saint-Médard-d'Eyrans est en partie bâti sur une zone marécageuse. - 4e quartier (en bas à droite) : La viticulture est une activité majeure du territoire. |

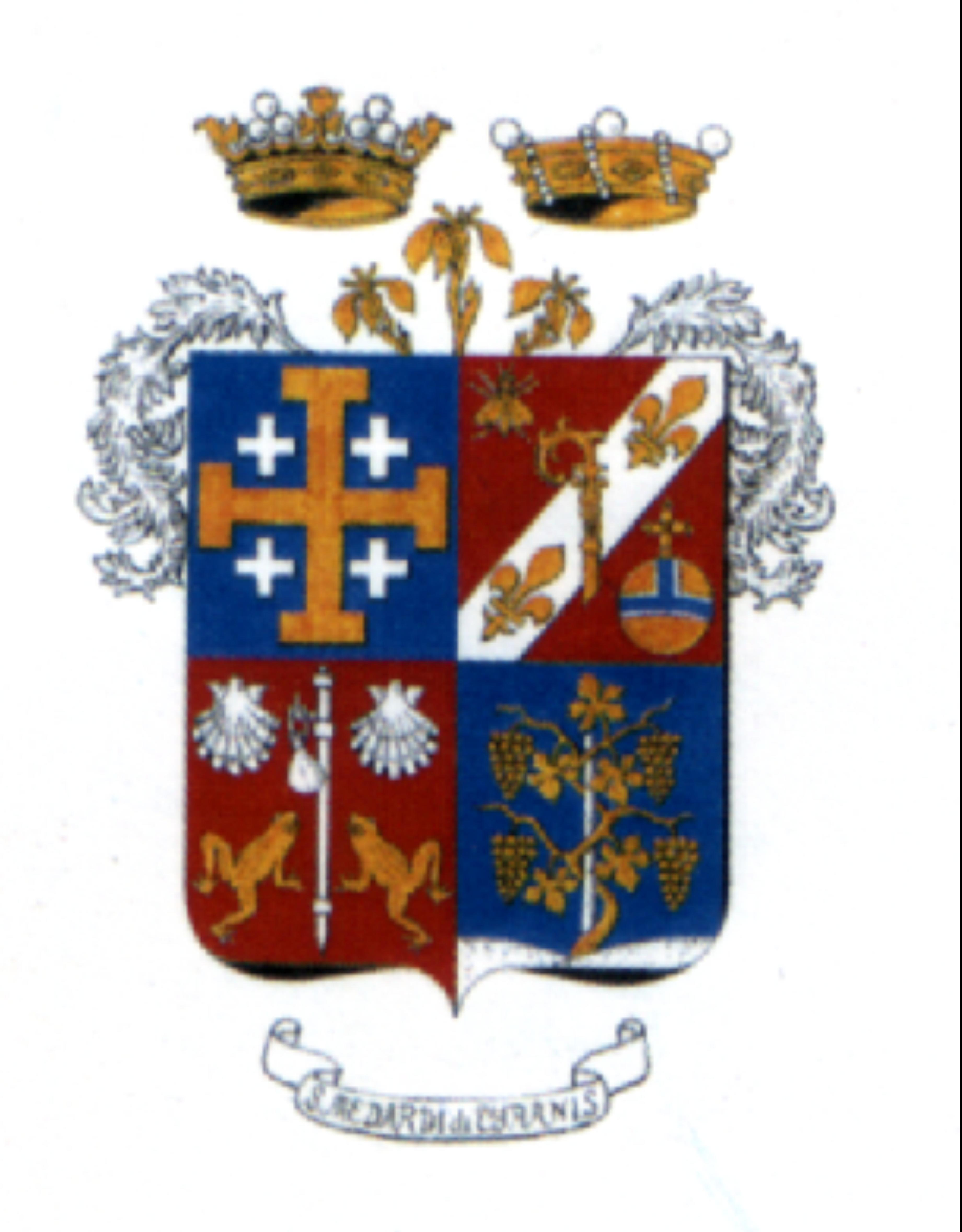
Armoiries.

### Armoiries
Le blason est agrémenté des ornements extérieurs suivants :
- en chef, à dextre, une couronne de marquis due à la famille de Raymond, marquis de Sallegourde,
- en chef, à senestre, une couronne de baron due à la famille du Bernet, baron d'Eyrans,
- entre ces couronnes, des iris des marais, référence à la zone humide.